# ACミラン
ACミラン（イタリア語: Associazione Calcio Milan S.p.A., イタリア語発音: [assotʃatˈtsjoːne ˈkaltʃo ˈmiːlan]）は、1899年に設立されたイタリア・ロンバルディア州ミラノを本拠地とするプロサッカークラブ。現在はセリエAに在籍している。

## 概要
インテルナツィオナーレ・ミラノ（以下本項目ではインテルと略称する）、ユヴェントスFCと並ぶイタリア、そして世界を代表するプロサッカークラブである。クラブカラーからロッソ・ネロ（Rosso Nero, イタリア語で「赤と黒」、複数形でロッソ・ネリ Rosso Neri）またはディアボロ（diavolo, イタリア語で「悪魔」）の愛称で呼ばれる。サポーターはミラニスタ（Milanista）といわれる。
セリエAはかつて「三階建て構造」と称され、ユヴェントス、ACミラン、インテルのビッグ3がその頂点に位置づけられていた。
UEFAチャンピオンズリーグでは過去7回の優勝を経験しており、レアル・マドリードの15回に次ぐ歴代2位の優勝回数を誇る。イタリア国内で同大会を制覇した経験のある他の2チームの優勝回数を大きく引き離しており（インテルは3回、ユヴェントスは2回）、イタリアセリエAでもっとも成功したクラブのひとつであるとされている。同大会で5回の優勝、あるいは3連覇を達成したクラブにはビッグイヤー（UEFAチャンピオンズリーグ優勝杯）の永久保持が認められるとともに、ビッグイヤーのロゴと優勝回数が書かれたワッペンをユニフォーム左袖につけることが許されているが、このワッペンをつけているのはACミランの他はレアル・マドリード、アヤックス・アムステルダム、バイエルン・ミュンヘン、リヴァプールFC、FCバルセロナの5クラブのみである。
ホームスタジアムはスタディオ・ジュゼッペ・メアッツァ（愛称：サン・シーロ）であり、同じくミラノを本拠地とするビッグクラブであるインテルと共同使用している。インテルとACミランは永遠のライバル関係にあり、両クラブの対戦はミラノダービーと呼ばれ、街を二分する盛り上がりを見せる。長年インテルのファンがブルジョワ層を中心とするのに対し、ACミランのファンは労働者階級を中心とするとされてきたが、現在では世界中にファンが拡大したこともあり、両クラブの支持層の間に特別な隔たりはなく、互いに広い層から支持を集めているとされる。
また、「ミラネッロ」と呼ばれる世界でも有数のスポーツセンターおよび、2014年に完成した新オフィス「カーサミラン」を所有しており、ミラネッロについては設備・環境が整っていることから、イタリア代表が合宿先として利用するほどである。
2014年1月、世界最大の会計事務所であるデロイトが公表したデロイト・フットボール・マネー・リーグによると、2012-13シーズンのクラブ収入は2億6,350万ユーロであり、世界のサッカークラブの中で10位、イタリアではユヴェントスに次ぐ2位である。2025年1月、2023-24シーズンのクラブ収入は3億9,760万ユーロと世界のサッカークラブの中で13位、イタリアでは1位となっている。また、イギリスメディアが2012年に公表した調査によると、ACミランの平均年俸は約610万ドルであり、世界で5番目、イタリアでもっとも平均年俸が高いクラブであることが明らかになった。
アカデミーは世界各国に存在し、日本国内では東京、千葉、愛知に拠点を置く。東京では、調布市の東京スタジアム（味の素スタジアム）をメイングラウンドとして活動している。千葉は社会人からユース、ジュニアユース、女子チームなどが日本サッカー協会にチーム登録し活動している。

## 名称
運営組織の公式な名称は、Associazione Calcio Milan S.p.A.（ミランサッカー団株式会社）である。
クラブ名のうち「アッソチャツィオーネ (Associazione)」は組合、社団などといった団体を意味する単語であり、Associazione Calcio Milan とは、「ミランサッカー団」あるいは「ミランサッカー組合」などが訳語となる。
また、イタリア語では「ミラノ」をMilano と綴るが、もとはイギリス人を中心に組織された団体である経緯から、現在でもクラブの名称は、英語と同じ Milan の語を用いている。

## 歴史

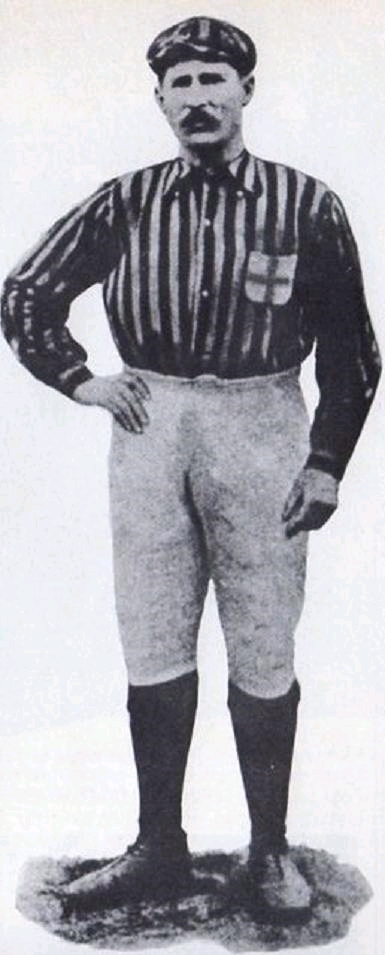
創始者のハーバート・キルピン

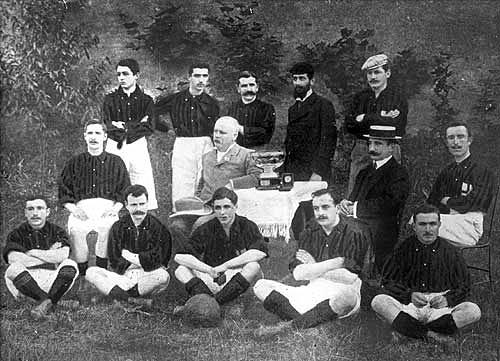
1901年のチーム

1899年12月16日にミラノ在住のイギリス人アルフレッド・エドワーズが中心となって、「ミラン・クリケット・アンド・フットボール・クラブ (Milan Cricket and Football Club) を創設し、その後、上記の通り「ミラン・アッソチャツィオーネ・カルチョ」と名称は変更されたが Milan だけは英語のまま残った。Milan が英語であるため、ACの部分がAthletic Clubだと誤解される場合が多い。

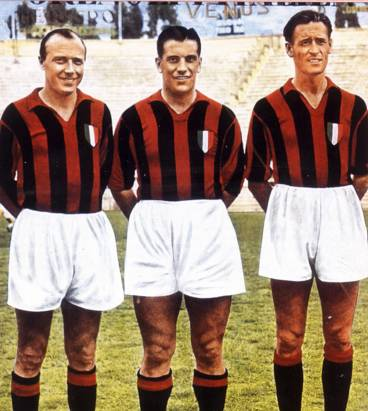
グレ・ノ・リトリオ

### 1950年代〜1960年代
1907年のスクデット獲得以来目立ったタイトルを得ることができなかったミランであるが、1949年にロンドンオリンピック優勝メンバーであるグンナー・グレン、グンナー・ノルダール、ニルス・リードホルムを獲得。この3人はそれぞれの名前から「グレ・ノ・リ」トリオと称された。1950-51シーズンにスクデット、ラテン・カップで優勝すると、1954-55シーズン、1956-57シーズン、1958-59シーズンにもリーグ優勝し、1956年には再びラテンカップを獲得した。

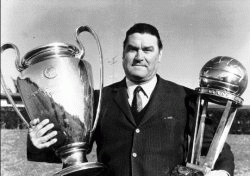
ネレオ・ロッコ

1961-62シーズンにネレオ・ロッコが監督に就任すると、初シーズンからスクデットを獲得。ジャンニ・リベラやジョゼ・アルタフィーニらを擁したチームを率いて1962-63シーズンにはUEFAチャンピオンズカップ初優勝を果たした。しかし、エレニオ・エレーラ率いるインテルの好調などもあって、次にタイトルを獲得するのは1966-67シーズンのコッパ・イタリア初優勝まで待たなければならなかった。

### 低迷期
1979-80シーズンのホームでのラツィオ戦がトトネロの調査で、セリエBへ降格処分となった。当時クラブ会長であったフェリーチェ・コロンボは永久追放となった。この処分により1980-81シーズンはセリエBでのシーズンとなったが、優勝して1年でセリエAに復帰した。しかし、セリエAに復帰した翌1981-82シーズンはわずか7勝という成績で再びセリエBへ降格となった。再びセリエBでプレーすることとなったが、1982-83シーズンは優勝してまたも1年でセリエAに復帰した。

### ベルルスコーニの登場と黄金期
その後、イタリア首相を務めることになる、シルヴィオ・ベルルスコーニが1986年にクラブを買収して会長に就任した。ベルルスコーニは有力選手を大補強して、豊富な資金力で2チーム分の戦力を揃え、国内外のタイトな試合スケジュールを戦うというターンオーバー制を導入した。またミラネッロの改修など、低迷していたクラブを立て直した。1986-87シーズン、ユヴェントスとの争奪戦を制して、ドナドーニ、ワールドカップでイタリア代表の正GKを務めたG・ガッリ、ガルデリシ、マッサーロらをベルルスコーニの主導で獲得した。このシーズンの終盤リードホルム監督に代わり、カペッロが臨時で数試合の監督を務め、UEFAカップ出場権をかけたプレーオフでサンプドリアを破って、出場権獲得に成功した。
1987-88シーズンには、当時はほぼ無名だったが、前年のコッパ・イタリアでミランを2度破った手腕を評価され、アリゴ・サッキをパルマから監督として招き入れた。また、ベルルスコーニは当時の史上最高額移籍金でフリットをPSVから獲得、ファン・バステンをアヤックスから、サッキが獲得を熱望したアンチェロッティ、サッキがパルマで指導していたムッシを獲得した。しかし、ファン・バステンが10月に負傷し長期離脱。サッキが採用した高い位置でプレッシャーをかけてボールを奪うというプレッシングサッカー戦術と、キャプテンのフランコ・バレージらを中心とした現有戦力、フリット、ビルディスらの活躍によって、サッキが指揮をとって1シーズン目、ナポリとの優勝争いの末に、スクデットを獲得した。
1988-89シーズンには3人目の外国人枠が解放され、コモにレンタルされていたボルギが複帰することになったが、サッキはライカールトの獲得望み、ライカールトが加入した。フランコ・バレージを中心としたDF人、イタリア代表選手たち、オランダトリオなどの選手の活躍もあり、チャンピオンズカップ決勝のステアウア・ブカレスト戦ではフリット、ファン・バステンがそれぞれ2得点を挙げて4-0と破って優勝を果たす。トヨタカップではエヴァーニのFKでナショナル・メデジンを破って優勝。
1989-90シーズン、チャンピオンズカップ決勝はドナドーニを出場停止で欠いたが、ベンフィカをライカールトのゴールで破りUEFAチャンピオンズカップを2連覇、トヨタカップでもライカールトの2得点、ストロッパの得点でオリンピアを3-0と破り2連覇を成し遂げた。
1990-91シーズンのUEFAチャンピオンズカップ準々決勝のオリンピック・マルセイユ戦で、マルセイユがワドルの得点で1-0とリードしていた88分にスタジアムの照明が消灯し、照明復帰後もACミランが試合の続行を拒否したため没収試合となった。この結果ACミランは1年間ヨーロッパの大会から締め出されることとなった。サッキ監督がこのシーズン限りでチームを離れ、イタリア代表監督に就任。G・ガッリが退団した。
1991-92シーズン、A・セレーナを獲得、アルベルティーニ、フゼールがレンタル先から複帰した。ファビオ・カペッロのもとで、第32節のナポリ戦をライカールトのゴール引き分け、勝ち点1を挙げ、2位ユヴェントスに8ポイント差でセリエA初の無敗優勝を達成。怪我に悩ませれていたアンチェロッティは、優勝を花道に現役を引退した。フゼールが退団した。
1992-93シーズンはパパン、サヴィチェヴィッチ、ボバン(レンタル先のバーリから複帰)と3人の外国人、更にイタリア代表のレンティーニを当時の移籍金最高額となった約30億で獲得、同じく当時代表のデ・ナポリ、エラーニオも獲得した。前シーズンからのリーグ戦無敗を58試合続けたが、第24節でアスプリージャに得点を許し、パルマに敗れて記録がストップした、リーグ優勝を果たすも、チャンピオンズリーグ決勝ではマルセイユに0-1と敗れた、コッパ・イタリアでも準決勝でASローマに敗退した。このシーズン限りでエヴァーニ、ライカールトが退団、チームを批判したルート・フリットとは契約を延長せず、フリットは退団。アルド・セレーナは引退した。
1993-94シーズン、新たな外国人としてB・ラウドルップ、ラドチョウをレンタルで、その他パヌッチなどを獲得した。レンティーニがシーズンの開幕を前に選手生命の危機に瀕する大事故を起こし、長期離脱した。冬の移籍市場でマルセル・デサイーを獲得。チャンピオンズリーグ決勝では、バレージとコスタクルタが出場停止で、同じく黄金期を迎えていたヨハン・クライフ率いるバルセロナが有利であるという見方を覆し、4-0で勝利した。このシーズンはロッシが当時のリーグ戦無失点新記録929分無失点を達成するなど、安定の守備でリーグ優勝、リーグ3連覇を果たした。一方でトヨタカップにはマルセイユの代わりに出場したが、サンパウロに2-3で敗れた。シーズン終了後、パパン、デ・ナポリが退団、ラウドルップ、ラドチョウはレンタル期間満了で退団した。
1994-95シーズン、ストロッパがレンタル先から復帰、ディ・カーニオ、ソルドらを獲得、サンプドリアでの好調なプレーを受けて、フリットを複帰させた。フリットはシーズン途中にメッリとのトレードで再びサンプドリアへ移籍した。ワールドカップのイタリア代表メンバーに7人が選出され、決勝まで進んだ疲労や怪我など、の不振によってセリエAでは優勝争いから脱落、後半戦は巻き返すも、UEFAカップ出場権を獲得するに留まった。11月にはトヨタカップに出場したがCAベレス・サルスフィエルドとの対戦では、コスタクルタがフローレスを倒してPKを与えたのに続きロッシへのバックパスをアサードに奪われて2失点に関与した上に、退場処分となり、2年続けて世界一を逃した。サビチェビッチ、シモーネらの活躍によってUEFAチャンピオンズリーグでは3年連続で決勝に進出したが、サビチェビッチの欠場もあり、アヤックスに0-1と敗れ、このシーズンはスーペルコッパ・イタリアーナ、UEFAスーパーカップを獲得したのみに終わる。
1995-96シーズンは、シーズン開幕を控える中、ファンバステンが引退した。R・バッジョ、ウェア、フットレらFW陣を獲得。冬の移籍でヴィエラを獲得した。ウェアの活躍もあり、スクデットを奪回した。一方、UEFAカップでは決勝トーナメントでボルドーに敗れ早々に敗退した。シーズン終了後、怪我で殆どプレー出来なかったフットレ、ドナドーニ、ヴィエラ、レンティーニ、ディカーニオらが退団した。

### 最強神話崩壊と過渡期
1996-97シーズンは、ダービッツ、ライツィハー、ヴィエルコウッド、デュガリーらを獲得したが、カペッロがレアル・マドリードへ去ったことで守備基本からスペクタクル重視へ戦術が切り替えられ、また、ボスマン判決によるEU圏内の外国人選手が大量加入したことでチームバランスが崩れ始めた。そこに、主力選手の高齢化、とりわけバレージらベテラン選手の衰えと後述のサッキやカペッロの監督復帰が追い打ちをかける形となった。序盤戦からリーグでは低迷し、UEFAチャンピオンズリーグでもウェアの暴力行為による退場処分と出場停止処分の影響で予選リーグ敗退した。その責任を取るかたちでタバレス監督が解任され、かつて栄光を築いたアリゴ・サッキが監督に復帰したものの、チームの改善には至らず、シーズン途中にパヌッチがレアル・マドリ―ドへ移籍。リーグ第26節でユヴェントスに1-6で完敗するなど低迷し、シーズン終了後、長年チームを支えたバレージ、タソッティが引退、F・ガッリは移籍、また目立つ活躍が出来なかったバッジョも退団した。
1997-98シーズンには1年でレアル・マドリードの監督を解任されたカペッロを連れ戻す、クライファート、A・クルス、ツィーゲ、バらを大型補強するもかみ合わず、シーズン開幕後に数年間獲得を試みていたパリSGからレオナルドを獲得、カペッロの要望でMLSに移籍していたドナドーニを復帰させるも低迷脱却には至らなかった。シーズン終了後デヤン・サビチェビッチ、マルセル・デサイーが退団した。
1998-99シーズンは、監督にウディネーゼで旋風を起こしたアルベルト・ザッケローニを招聘し、1997-98シーズンのセリエA得点王であるビアホフとヘルヴェグをザッケローニの希望でウディネーゼから獲得した。序盤こそ苦戦していたが、アルベルティーニ、コスタクルタ、マルディーニ、ドナドーニ、ボバンら栄光を知る主力選手がチームを牽引、加えてアンブロジーニやアッビアーティら若手の台頭もあり、終盤に勝ち点でSSラツィオを逆転、最終節でペルージャに勝利してスクデットを獲得した。シーズン終了後ドナドーニが退団した。
1999-00シーズンはシェフチェンコ、ガットゥーゾの獲得に成功したが、久しぶりに出場したUEFAチャンピオンズリーグでは、リーグ拡大による試合スケジュールの過密化によって、ターンオーバー制の導入が追いつかず、また、ウェアが1996-97シーズンに受けた出場停止処分を消化しなければならなかったことも影響して一次リーグ敗退。リーグでは3位で終了する。
2000-01シーズンは、リーグでは優勝争いから離脱、UEFAチャンピオンズリーグでも2次リーグ敗退によって、シーズン途中でザッケローニは解任された。後任にはC・マルディーニが就任、2001年5月のミラノダービーではインテル相手に6-0で歴史的な大勝をした。

### 2000年代〜2010年代前半

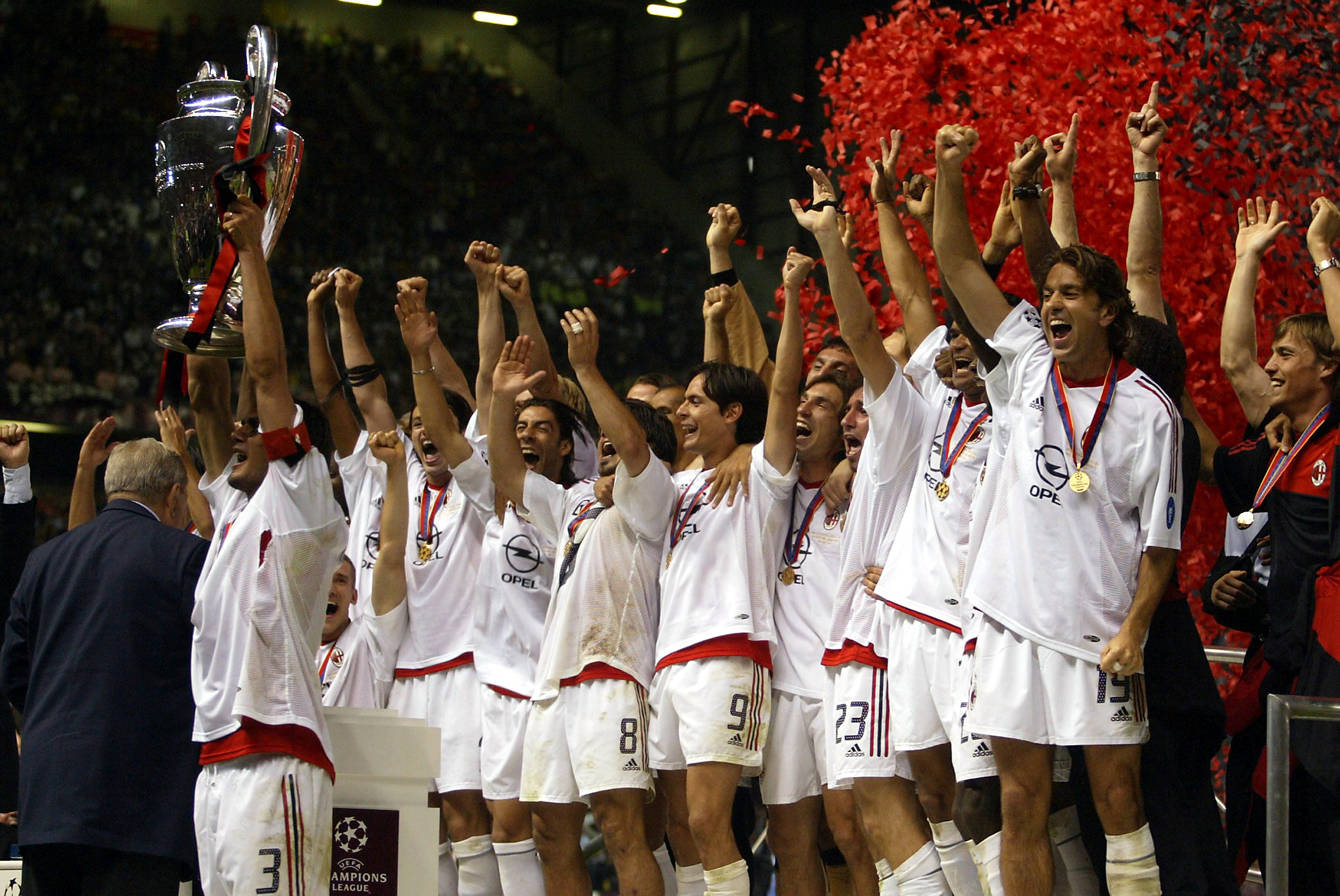
UEFAチャンピオンズリーグ 2002-03

2001-02シーズンは、フィリッポ・インザーギ、ルイ・コスタら大型補強を敢行して、ファティ・テリムが監督に就任するも中位に低迷。シーズン途中にカルロ・アンチェロッティが監督に就任してチームを立て直し、セリエAを4位で終了してUEFAチャンピオンズリーグ予備予選出場権を獲得した。2002-03シーズンは、前年に続きリバウド、ネスタといった選手を獲得。ピルロをレジスタに置くシステムが機能し、UEFAチャンピオンズリーグとコッパ・イタリアにて優勝を達成。チャンピオンズリーグ決勝ではユヴェントスと対戦、スコアレスで迎えたPK戦でGKジーダが3本をストップ、同国対決を制した。2003年夏の移籍市場ではカカ、カフーらを獲得。2003-04シーズンはUEFAスーパーカップとセリエAにて優勝を達成した。

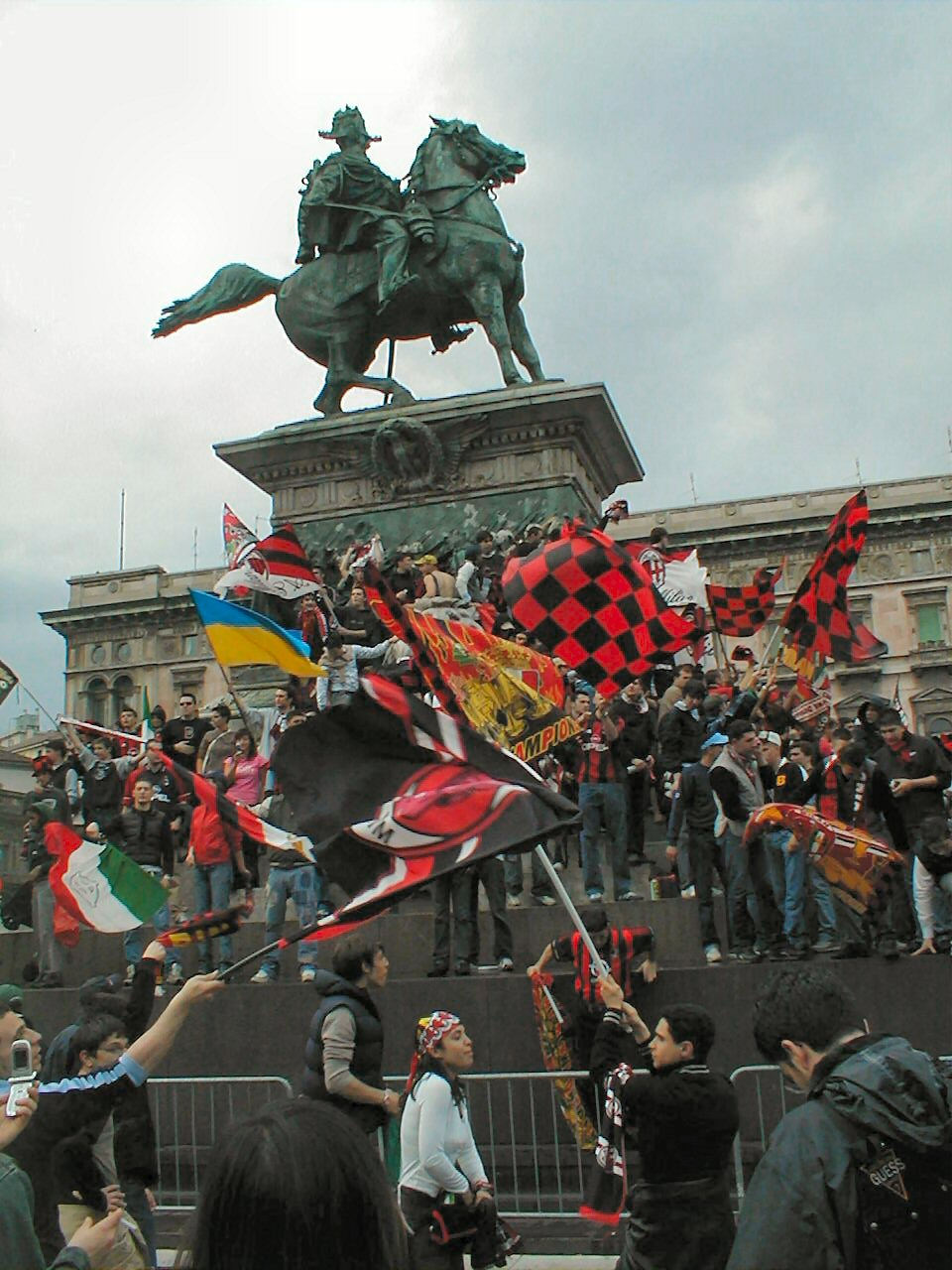
ミラノのドゥオーモ前広場でスクデット獲得を祝う人々（2004年）

2004-05シーズンはスーペルコッパ・イタリアーナにて優勝を達成したものの、セリエAでは2位に終わり、UEFAチャンピオンズリーグでは決勝戦でリヴァプールFCと対戦し敗れた。この敗戦はイスタンブールの悲劇とも呼ばれる。2005-06シーズンは4季ぶりの無冠に終わり、シーズン終了後に発覚したカルチョ・スキャンダルによって、「2005-06シーズンのリーグ戦での勝ち点-44」、「2006-07シーズンのセリエAを勝ち点-15からの開始」という処分がイタリアサッカー連盟のスポーツ裁判所によって下された。控訴審では処分が軽減され、最終的に2005-06シーズンの勝ち点は58となり、3位扱いとしてUEFAチャンピオンズリーグ出場が決まったほか、2006-07シーズンのセリエAは勝ち点-8からの開始となった。
2007年冬の移籍市場ではロナウドを獲得し、2006-07シーズンはカカが大車輪の活躍を見せ、UEFAチャンピオンズリーグにて優勝を果たした。決勝は2年前と同一カードとなったが、フィリッポ・インザーギの2ゴールでリヴァプールFCを破り、見事に雪辱を果たした。2007-08シーズンはUEFAスーパーカップとFIFAクラブワールドカップにて優勝を達成。カカはバロンドールやFIFA最優秀選手賞といった個人タイトルを獲得した。しかし、リーグでは5位に終わり、UEFAチャンピオンズリーグ出場権を逃した。
2008-09シーズンは、ロナウジーニョら大型補強を敢行し、冬にはベッカムをレンタルで獲得するも無冠に終わり、シーズン終了後にアンチェロッティは監督を辞任した。

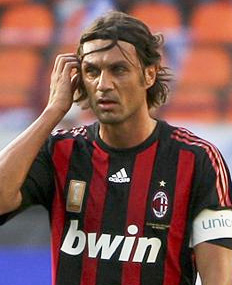
25年間ミランでプレーしたマルディーニは、902試合に出場して最多出場記録を更新した

2009-10シーズンはレオナルドが監督に就任し、長年チームの顔だったマルディーニが前シーズン限りで引退（アンブロジーニが後任の主将に任命された）、カカがレアル・マドリードへ移籍。下部組織出身のアバーテの台頭などがあり、リーグを3位で終え、UEFAチャンピオンズリーグ予備予選の出場権を獲得した。
2010-11シーズンはマッシミリアーノ・アッレグリが監督に就任し、2010年夏の移籍市場ではイブラヒモヴィッチ、ロビーニョらを獲得。2011年冬の移籍市場ではカッサーノ、ファン・ボメルらを獲得し、同シーズンは7季振りとなるセリエA優勝を果たす。
2011-12シーズンは優勝したチームにおいて怪我の影響で出場機会が減少気味だったピルロをユヴェントスへ放出し、エル・シャーラウィ、アクイラーニ、ノチェリーノ、メクセス、タイウォらを獲得した。チームは第31節フィオレンティーナ戦で敗れて首位から陥落し、復活したピルロを中心としたユヴェントスに次ぐ2位に終わり、シーズン無冠に終わった。
2012-13シーズンは、急激に悪化した財政事情の立て直しとFFP導入にともなう財政対策のため、イブラヒモヴィッチとチアゴ・シウヴァをPSGへ放出。また、チームの世代交代のためにガットゥーゾ、ネスタ、セードルフ、ファン・ボメル、インザーギ、ザンブロッタといったベテラン勢を一斉放出した。これにより、カッサーノとの交換トレードで獲得したパッツィーニをはじめとし、デ・ヨング、アチェルビ、サパタ、モントリーヴォ、トラオレ、ニアン、ボージャンらの補強に留まった。序盤戦は選手の入れ替えによる不振が続いたが（2011-12シーズンから先発級メンバーがパッツィーニ、エル・シャーラウィ、モントリーヴォ、デ・ヨング、メクセス、サパタ、コンスタンと実に7人が入れ替わる）、コンビネーションが安定してからは前半戦のエル・シャーラウィの活躍、冬の移籍市場で獲得したマリオ・バロテッリの後半戦での活躍もあってリーグを3位で終え、UEFAチャンピオンズリーグ予備予選の出場権を獲得した。

### 低迷及び凋落、ベルルスコーニ政権の終焉
2013-14シーズンは、4年ぶりにカカがミランに復帰し、サパタとコンスタンを完全移籍で獲得した。他にもポーリやビルサ、シルベストレ、コッポラ、サポナーラ、ミランユース出身のマトリを獲得し、プリマヴェーラからクリスタンテとペターニャを昇格させた。一方でレンタル期間終了によりFWボージャンが退団し、他にもDFアントニーニ、MFフラミニ、DFジェペスらが退団。さらにMFボアテング、DFタイウォ、MFシュトラッサーらをそれぞれに売却した。主将だったMFアンブロジーニの退団を受け、モントリーヴォが新たな主将となった。昨シーズンのエースであったエル・シャーラウィが怪我で試合に出られないこともあり、シーズン序盤から負けや引き分けが多く勝ち点を重ねられず、年明けの2014年1月からクラブ初のアジア国籍選手である本田圭佑を筆頭に、エッシェンやターラブト、ラミを獲得したものの、1月13日にアウェーでのサッスオーロ戦で2点リードしながら3-4で敗れたことが引き金となり、監督のアッレグリが解任された。後任は助監督のタソッティが一時的に務めたが、すぐにブラジルで現役選手であったセードルフを招聘。戦術変更をしても状況は好転せず、結局リーグ戦8位となり、15シーズンぶりにチャンピオンズリーグおよびヨーロッパリーグの出場を逃した。シーズン終了後、セードルフを解任した。また、2014年には新オフィスである「カーサミラン」が完成。
2014-15シーズンはフィリッポ・インザーギが監督に就任した。移籍市場では、MFカカ、FWバロテッリ、GKアメリア、MFコンスタン、MFエマヌエルソン、MFトラオレ、クリスタンテらを放出し、FWロビーニョ、FWマトリ、MFビルサ、MFノチェリーノらをレンタルで放出。DFシルベストレ、MFターラブトはローンバックした。補強面ではF・トーレス、ディエゴ・ロペス、メネズ、アレックス、アガッツィ、ボナヴェントゥーラ、アルメロ、ファン・ヒンケル、アルベルタッツィを獲得した。冬の移籍市場では、チェルチやアントネッリ、マッティア・デストロ、スソ、パレッタ、ボッケッティを獲得した。序盤は好調だったもの、徐々に引き分けや負けが込み、10位という成績に終わった。シーズン終了後、ベルルスコーニはタイの実業家、ビー・テチャウボンに株式の48%を譲ることを発表した。
2015-16シーズンはインザーギを解任し、新監督にはUCサンプドリアの監督であったシニシャ・ミハイロヴィチが就任した。移籍市場では、バッカ、アドリアーノ、ロマニョーリ、バロテッリ（ローン）、ベルトラッチ、クツカ、マウリを獲得し、カラブリアとドンナルンマをプリマヴェーラから昇格させた。一方でDFラミ、MFサポナーラ、MFビルサを売却し、FWロビーニョ、DFダニエレ・ボネーラ、MFムンタリ、MFエッシェン、FWパッツィーニ、DFザッカルドらがフリーで退団。FWエル・シャーラウィ、DFパレッタ、DFベルガラ、FWマトリ、FWマストゥールらをレンタルで放出し、FWデストロ、MFファン・ヒンケル、ボッケッティはローンバックした。シーズン開幕当初はベルルスコーニ会長が好む[4-3-1-2]を用いていたが、10月の時点で3勝4敗の11位になったことを受けシステムを[4-3-3]に変更し、さらに本田圭佑とボナヴェントゥーラを両翼に起き、バッカとニアンを前線に並べる[4-4-2]のスタイルに変更すると、これが功を奏して7戦無敗とし6位まで浮上する。このシステム変更により出場機会を失ったMFスソとMFチェルチをジェノアにレンタルで放出し、代わりにフリーのケヴィン＝プリンス・ボアテングを獲得しプリマヴェーラからロカテッリを昇格させた。しかしニアンが交通事故、本田が代表戦によりそれぞれ負傷し、控えであったメネズやバロテッリ、ボアテングが期待に応えられなかったこともあり大きく調子を落とした。これを受け、もともとミハイロヴィッチのスタイルに批判的であり、なおかつロカテッリら若手イタリア人の起用を望むベルルスコーニ会長がミハイロヴィッチの解任を決断。2016年4月12日にミハイロヴィッチの解任とプリマヴェーラを率いていたブロッキの監督就任を発表した。しかし事態は好転せず、再び欧州カップ戦の出場権を逃した。
昨シーズン途中に就任したブロッキが退任し、2016-17シーズンの新監督に、元フィオレンティーナ監督のヴィンチェンツォ・モンテッラが就任。移籍市場ではスソ、パレッタをレンタルバックによりチームに復帰させ、ラパドゥーラ、バンジョーニ、ゴメス、ホセ・ソサ、マリオ・パシャリッチパシャリッチ、マティアス・フェルナンデスを獲得した。一方でFWエル・シャーラウィをASローマに完全移籍で売却し、DFメクセス、DFアレックス、MFボアテング、FWメネズ、FWマトリらが退団し、GKディエゴ・ロペスやDFベルガラ、MFマウリをレンタルで放出した。FWバロテッリはリヴァプールへローンバックした。2016年8月5日、同クラブの親会社「フィニンヴェスト」がミランを中国企業のコンソーシアムへ売却することを発表した。中国資本がミランの株式の99.93パーセントを7億4000万ユーロ（約832億円）で買収することで合意。スソやニアンらのスピードや突破力を生かす[4-3-3]のシステムを採用し、序盤はユヴェントスFCに勝利するなど躍進を見せ、ロカテッリやドンナルンマといった若手イタリア人プレーヤーの活躍も光った。冬の移籍市場では、ストラーリ、オカンポス、デウロフェウを獲得し、戦力維持に努めた。シーズン後半になっていくにつれてスソが相手DFに攻略されはじめ、バッカも試合ごとに波のあるプレーに終始し、前半ほどの勢いは見せられなかったが、最終的には6位に落ち着きUEFAヨーロッパリーグの出場権を獲得し、3年ぶりに欧州カップ戦の出場権を得た。2017年4月13日、ベルルスコーニは中国資本へのACミランの売却を完了して「私はACミランの一番のファンを続けるだろう。新しいオーナー陣の成功を願う」と述べた。

### オーナー交代、エリオット体制へ
莫大な資金を得たクラブは2017-18シーズンの移籍市場において、CEOであるマルコ・ファッソーネが「300億円投じた」と話すように大型補強を展開した。ボヌッチを筆頭にムサッキオ、ケシエ、R・ロドリゲス、A・シルヴァ、ボリーニ、チャルハノール、コンティ、A・ドンナルンマ、ビリア、カリニッチと計11人を獲得した。これにともないクツカ、デ・シリオ、バッカ、ラパドゥーラ、ベルトラッチ、エリー、バンジョーニ、D・ロペス、ニアン、本田圭佑、ポーリが退団することになり、チームの顔ぶれを大きく変えることとなった。しかし、第14節時点でリーグ7位と低迷し、モンテッラを解任し、クラブOBのジェンナーロ・ガットゥーゾを招聘した。最終的には6位でリーグを終えたにもかかわらず、中国系資本のオーナーが債務不履行に陥ったために損益分岐点の必要条件を満たさないとされ、FFP違反で来季UEFAヨーロッパリーグの出場権を剥奪された。その後、2018年7月11日にアメリカのヘッジファンドであるエリオット・マネジメントがミランを買収したことを発表し、7月21日にはイタリアの大手電力]・エネルギー会社であるエネルの会長を務めるパオロ・スカローニがミランの会長に就任することが発表された。これを受けて財政状況が改善されたと見なされてスポーツ仲裁裁判所が処分を覆し、UEFAヨーロッパリーグ出場権を獲得した。
2018-19シーズン、ボヌッチがユヴェントスへと1年で復帰したほか、カリニッチ、バッカ、ニアン、ラパドゥーラ、アントネッリらが移籍した一方で、カルダーラ、イグアイン、カスティジェホ、レイナ、バカヨコ、ラクサールらを獲得した。8月にテクニカルディレクターとしてパオロ・マルディーニを招聘。ヨーロッパリーグでは、レアル・ベティス、オリンピアコス、デュドランジュと同グループとなったが、グループリーグで敗退した。冬の移籍市場で、ジェノアよりピョンテクとCRフラメンゴよりパケタを獲得した。一方でユヴェントスからレンタルで加入していたイグアインが退団した。リーグ戦では前シーズンより順位を1つ上げて5位となり、UEFAヨーロッパリーグ出場権を獲得した。しかし、FFP違反によって出場権を剥奪され、CASもUEFAのこの決定を支持したためクラブは処分を受け入れた。シーズン終了後、ガットゥーゾ監督とスポーツ・ディレクターのレオナルドが退任した。後任の監督として、サンプドリアよりマルコ・ジャンパオロを招聘した。
2019-20シーズン、チーフ・フットボール・オフィサー（CFO）としてズボニミール・ボバンを招聘。8歳からユースに在籍していた生え抜きのクトローネがウルヴァーハンプトンへ移籍した他、ロカテッリ、サパタ、バカヨコ、ベルトラッチ、マウリらが移籍し、ストリニッチ、モントリーヴォ、アバーテ（引退）が退団した一方で、レオン、T・エルナンデス、ベナセル、ドゥアルチ、クルニッチ、レビッチらを獲得した。リーグ開幕から7節で4敗を喫するなどチームは低迷し、10月にマルコ・ジャンパオロ監督を解任、後任にステファノ・ピオリを招聘した。冬の移籍市場で8年ぶりにイブラヒモヴィッチが復帰。他にケアー、ベゴヴィッチ、サーレマーケルスを獲得した一方でピョンテクとボリーニが移籍した。新型コロナウィルスの世界的な感染拡大により、イタリア国内でも感染者が著しく増加したミラノを含めたロンバルディア州では都市封鎖の対象となったことで、ホームでの試合開催が出来なくなり、リーグは長期の中断を余儀なくされる。この頃からOB幹部と経営陣との確執が顕在化し、2020年3月にCFOのズボニミール・ボバンを解任した。フロント内のゴタゴタとは裏腹に、チームは復帰したイブラヒモヴィッチを中心としたシステムに再編成され、リーグ再開後は強烈な追い上げを見せて最終的には6位でシーズンを終了、UEFAヨーロッパリーグ出場権を獲得した。2020年7月21日、ステファノ・ピオリと2022年6月まで契約延長を発表した。

### 名門復活、再興へ
2020-21シーズン、前シーズンリーグ再開（第27節）より12試合9勝3分0敗という好成績を残したステファノ・ピオリ監督体制のままシーズンへ。スソ、パケタ、シルヴァ、ロドリゲス、グスタボ・ゴメス、ボナヴェントゥーラ、ビリア、ベゴヴィッチ、レイナらが移籍し、トナーリ、ブライム・ディアス、ハウゲ、ダロト、タタルシャヌ、カルルらを獲得し、プリマヴェーラからダニエル・マルディーニとコロンボを昇格させた。昨シーズンを含めリーグ戦27試合無敗を続け、首位で2021年を迎えたミランだが、2021年1月6日ユヴェントス戦で敗れた。ミランが敗れるのは、2020年3月6日ジェノア戦以来304日振りであった。冬の移籍市場でマンジュキッチを獲得。他にマイテ、トモリをレンタルで獲得した一方で、ムサッキオが移籍、レオ・ドゥアルチ、コンティ、コロンボがレンタルで移籍した。最終的に2位でシーズンを終了、2013-14シーズン以来8季ぶりにUEFAチャンピオンズリーグ出場権を獲得した。
2021-22シーズン、16歳より6年間ゴールマウスを護っていたG・ドンナルンマがパリ・サンジェルマンFCへ移籍した他、チャルハノール、ラクサール、A・ドンナルンマらが移籍、マンジュキッチが退団、ハウゲ、ロレンツォ・コロンボらがレンタル移籍した一方で、マイク・メニャン、フォデ・バロ＝トゥーレ、ジルーらを獲得、またフロレンツィ、バカヨコ、ペッレグリ、ジュニオール・メシアスらをレンタルで獲得、コンティ、プリッツァーリらがレンタル期間を終えて復帰した。またシーズン途中でメニャンやプリッツァーリらGKが負傷により離脱、急遽フリーのアントニオ・ミランテを獲得。8季ぶりとなったUEFAチャンピオンズリーグはグループステージ敗退となるも、第19節時点でリーグ2位と好調を維持のまま2022年を迎えた。冬の移籍市場でマルコ・ラゼティッチを獲得、アンドレア・コンティが移籍、ペッレグリがレンタル早期終了により移籍、プリッツァーリがレンタルで移籍した。リーグ戦は第28節SSCナポリ戦アウェイにて1-0で勝利し首位に立つと、インテルと激しい優勝争いを繰り広げるも首位を死守、最終節のサッスオーロ戦でジルーの2ゴールなどで勝利し、11年振りのリーグ優勝を果たした。リーグ戦ではジルーとラファエル・レオンがそれぞれ11ゴールを決めてチーム得点王となった。2022年6月1日、ミランはアメリカの投資会社レッドバード・キャピタル・パートナーズがクラブ買収に合意したことを発表し、同年8月31日に買収総額12億ユーロにのぼる取引が完了した。併せてニューヨーク・ヤンキースのオーナー会社であるヤンキー・グローバル・エンタープライゼズと戦略的パートナーシップを締結し、同社がミランの少数株主になることも発表された。
2022-23シーズン、2018年よりキャプテンだったロマニョーリがSSラツィオへ移籍した他、ケシエ、カスティジェホ、ハウゲらが移籍、ダニエル・マルディーニがレンタル移籍した一方で、オリジ、デ・ケテラーレ、チャウを獲得、レンタル加入していたフロレンツィ、ジュニオール・メシアスを買取オプション行使により獲得、ヴランクス、デストをレンタルで獲得、またポベガ、アドリらがレンタル期間満了により合流した。2022 FIFAワールドカップ開催のため2022年のリーグ戦は第15節（2022年11月13日）で終了となり、昨シーズン同様リーグ2位で2023年を迎えた。冬の移籍市場でバスケスを獲得、ユングダル及びラゼティッチがレンタルで移籍した。2022 FIFAワールドカップの影響から年初に国内カップ戦であるコッパ・イタリアでトリノに、スーペルコッパ・イタリアーナでインテルにそれぞれ敗北した。UEFAチャンピオンズリーグはグループステージを突破し、ラウンド16でトッテナムを、準々決勝でナポリをそれぞれ退けるも、準決勝でインテルに敗れた。リーグ戦は最終節エラス・ヴェローナに勝利しシーズンを4位で終了、試合終了直後のセレモニーでイブラヒモヴィッチが現役引退を表明した。ジルーが公式戦トータルでは18ゴールを決めてチーム得点王、リーグ戦ではレオンがチーム最多の15ゴールを決め、3季連続でUEFAチャンピオンズリーグ出場権を獲得した。シーズン終了直後の2023年6月6日、テクニカルディレクターのパオロ・マルディーニが電撃退任した。同年6月12日、元イタリア首相でACミランのオーナー兼会長を長きにわたり務めたシルヴィオ・ベルルスコーニが死去、ミランは追悼した。
2023-24シーズン、2019-20シーズン冬よりミランを牽引してきたイブラヒモヴィッチが引退、タタルシャヌが契約満了により退団、ブライム・ディアス、デスト、ヴランクス、バカヨコらはレンタル期間満了により所有権を有する各クラブへ帰還。トナーリ、レビッチが完全移籍で退団した。ガッビア、ダニエル・マルディーニ、バスケス、メシアス、デ・ケテラーレ、ラゼティッチ、サーレマーケルス、コロンボ、オリジ、バロ＝トゥーレがレンタル移籍。プルシック、ロフタス＝チーク、ロメロ、スポルティエッロ、ラインデルス、オカフォー、チュクウェゼ、ムサ、ペッレグリーノ、ヨヴィッチらを獲得、プリマヴェーラからチャカ・トラオレを昇格させた。12月11日、イブラヒモヴィッチがオーナーシップの運営パートナー兼アドバイザーとして復帰。UEFAチャンピオンズリーグ及びセリエAの過密日程に加え、ユーロ2024予選や親善試合等の代表ウィークも重なり負傷する選手が続出、特にカルル、チャウ、トモリといった主力DF達の負傷による長期欠場に加え、レオンやオカフォーらFW陣も負傷という事態から、プリマヴェーラよりバルテサーギ、カマルダ、シミッチ、ゼロリらを招集、試合に出場させる等、困難なチーム事情の中、UEFAチャンピオンズリーグはグループステージ敗退もUEFAヨーロッパリーグ決勝トーナメントプレーオフ進出となり、またセリエA第18節時点でリーグ3位と奮闘し2024年を迎えた。冬の移籍市場でガッビアがレンタル早期満了により復帰、テッラッチャーノを獲得、クルニッチ、ロメロ、トラオレ及びペッレグリーノがレンタルで移籍した。UEFAヨーロッパリーグはプレーオフでスタッド・レンヌを、ラウンド16でスラヴィア・プラハをそれぞれ退けるも、準々決勝でローマに敗れた。リーグ戦は第33節インテル戦に敗れ、ミラノダービーでの史上初のリーグ優勝をライバルに制覇されてしまう。リーグ最終戦では低迷したチームを復活させ5シーズンに亘って采配を揮ったステファノ・ピオリ監督の退任セレモニーが行われ、同じく退団が決定していたジルーが公式戦トータル17ゴール及びリーグ戦15ゴールとチーム得点王、チームは2位でシーズン終了となり4季連続でUEFAチャンピオンズリーグ出場権を獲得した。シーズン終了後、ステファノ・ピオリ監督が退任した。後任の監督として、リールを契約満了となったパウロ・フォンセカを招聘した。

### リザーブチーム設立と低迷、再出発
2024-25シーズン、リザーブチームのミラン・フトゥーロ設立を発表、2024-25シーズンはセリエCに所属。トップチームについてはケアー、ミランテ、カルダーラが契約満了により退団、ジルー、クルニッチ、デ・ケテラーレ、ダニエル・マルディーニが完全移籍により退団。コロンボ、ルカ・ロメロ、カルル、ポベガ、アドリ、サーレマーケルス等がレンタル移籍。モラタ、パヴロヴィッチ、エメルソン・ロイヤル、フォファナ等を獲得、エイブラハムがレンタル加入。パウロ・フォンセカ監督の下では、プレシーズンマッチにおいて対マンチェスター・シティFC戦、対レアル・マドリード戦に勝利、対FCバルセロナ戦に引き分けるという成果を出し、UEFAチャンピオンズリーグリーグフェーズにおいて6試合4勝2敗と好調を維持。更にセリエA第5節インテル・ミラノ戦アウェイにおいてミラノダービー6連敗中であったミランに久々の勝利をもたらすも、セリエAでは昇格組のパルマ・カルチョ1913に痛恨の敗戦を喫する等、下位チームとの対戦において勝ち点を取りこぼす試合が積み重なり、第18節終了時点で首位アタランタから14ポイント差の8位と低迷。成績の継続性を達成できなかったパウロ・フォンセカを第18節ASローマ戦の直後に解任を発表。後任の監督としてセルジオ・コンセイソンを招聘し2025年を迎えた。冬の移籍市場でヒメネス、ボンドを獲得、ウォーカー、ソッティル、フェリックスがレンタル加入。モラタ、カラブリア、オカフォー、ベナセル、ゼロリがレンタルで移籍した。2025年最初の試合となったスーペルコッパ・イタリアーナ準決勝にてユヴェントスを撃破、決勝でインテルとのミラノダービーを制し8年ぶりのスーペルコッパ戴冠を果たす。UEFAチャンピオンズリーグではリーグフェーズ13位に終わりプレーオフ進出も、フェイエノールトに敗れ敗退。コッパ・イタリアでは準決勝にインテルを再び撃破も、決勝でボローニャに敗北する。セリエAでは最終順位8位と低迷、来季は欧州の舞台から姿を消してしまう。プルシックが公式戦トータル17ゴール及びリーグ戦11ゴールとチーム得点王。5月26日、スポーツディレクターにイグリ・ターレを任命。5月29日、セルジオ・コンセイソン退任を発表、後任の監督として11年ぶりにマッシミリアーノ・アッレグリを招聘した。
2025-26シーズン、レジェンドであるパオロ・マルディーニに次いでプリマヴェーラより生え抜きとしてデビューから他クラブへの移籍を経験せずにカピターノになったカラブリアやフロレンツィ、ヨヴィッチらが契約満了により退団、エイブラハム、ウォーカー、ソッティル、フェリックスらはレンタル期間満了により所有権を有する各クラブへ帰還。ラインデルス、チャウ、テオ、カルル、ロイヤル、スポルティエッロ、ペッレグリーノ、バスケス、ラゼティッチが完全移籍により退団した。ポベガ、コロンボ、テッラッチャーノ、ボンド等がレンタルで移籍。ヤシャリ、リッチ、ヴィンター、エストゥピニャン、アテカメ、モドリッチ、テラッチアーノらを獲得。フトゥーロからカマルダ、バルテサーギを昇格させ、カマルダはレンタル移籍した。

## ユニフォーム
ホームユニフォームは赤黒の縦縞で、下のパンツ・ソックスは年によって白のパターンと黒のパターンがある。アウェイユニフォームは上下白。
UEFAチャンピオンズリーグ、インターコンチネンタルカップなどの決勝戦のような重要な試合では上下白のセカンドを希望して着用することが多い。チャンピオンズリーグ7回の優勝のうち6回を上下白のセカンドユニフォームで勝ち取っており、セリエAにおいても2021-22シーズン最終節の対サッスオーロ戦では、上下白のセカンドユニフォームを着用してリーグ優勝を勝ち取っている。
また、サードユニフォームは年によって流動的であるが、1998-99シーズン最終節の対ペルージャ戦では上下黒のユニフォームを着用してリーグ優勝を勝ち取っている。
尚、選手支給スーツはドルチェ&ガッバーナから提供される。

### 胸スポンサー
- メディオラヌム（〜1991年）- イタリアの生命保険会社。フィニンヴェストSpAの関連。世界最強時代のスポンサーであった。
- モタ（1992〜94年）- イタリアの製菓メーカー。
- オペル （1994年〜2005年）- ドイツの自動車メーカー。ユニフォーム表記は「OPEL」。
- オペル・ザフィーラ（2005年〜2006年）- オペル社の車名。ユニフォーム表記は「オペル社のロゴの下にZAFIRA」。
- Bwin （2006年〜2010年）- オーストリアのオンラインサービス提供企業。
- エミレーツ航空（2010年〜）- アラブ首長国連邦の航空会社。契約金は5年総額約6,000万ユーロ[113]。ユニフォーム表記は「Fly Emirates」。

| 年度    | メーカー | 胸スポンサー |              |
| ------- | -------- | ------------ | ------------ |
| 1987–90 | Kappa    | Mediolanum   | Mediolanum   |
| 1990–92 | adidas   | Mediolanum   | Mediolanum   |
| 1992–93 | adidas   | Motta        | Motta        |
| 1993–94 | Lotto    | Motta        | Motta        |
| 1994–98 | Lotto    | OPEL         | OPEL         |
| 1998–06 | adidas   | OPEL         | OPEL         |
| 2006–10 | adidas   | Bwin         | Bwin         |
| 2010–18 | adidas   | Fly Emirates | Fly Emirates |
| 2018-   | Puma     | Fly Emirates | Fly Emirates |

### バックスポンサー
- ウィーフォックス（2022年〜）- ドイツの保険ブローカー仲介会社。ユニフォーム表記は「wefox」。2022年2月25日金曜日、対ウディネーゼ戦から「wefox」のロゴがユニフォームの裏側に表示されるようになった[114]。

## タイトル

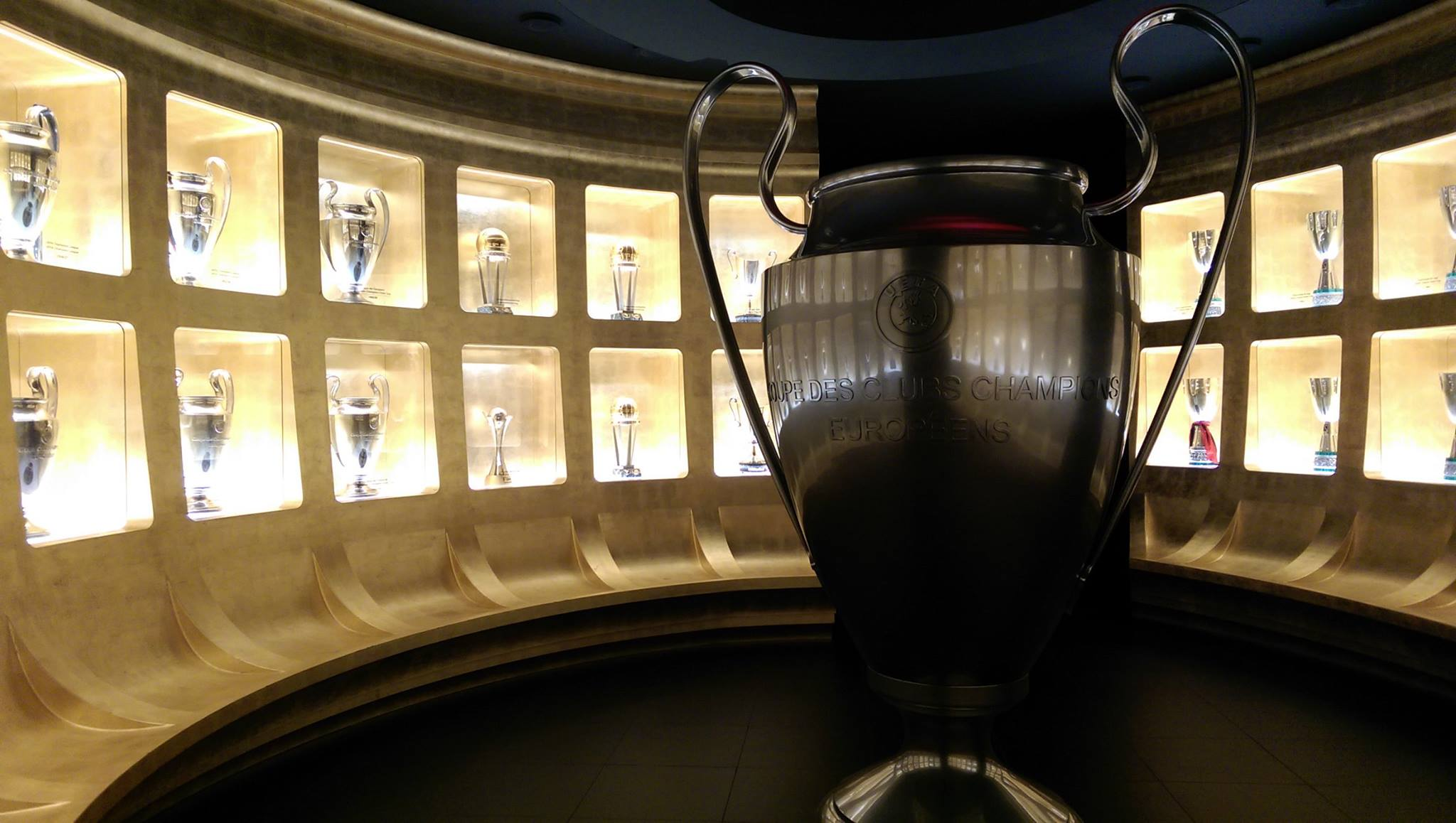
トロフィールーム

### 国内タイトル
- セリエA：19回
  - 1901, 1906, 1907, 1950-51, 1954-55, 1956-57, 1958-59, 1961-62, 1967-68, 1978-79, 1987-88, 1991-92, 1992-93, 1993-94, 1995-96, 1998-99, 2003-04, 2010-11, 2021-22
- セリエB：2回
  - 1980-81, 1982-83
- コッパ・イタリア：5回
  - 1966-67, 1971-72, 1972-73, 1976-77, 2002-03
- スーペルコッパ・イタリアーナ：8回
  - 1988, 1992, 1993, 1994, 2004, 2011, 2016, 2025

### 国際タイトル
- UEFAチャンピオンズリーグ (旧UEFAチャンピオンズカップを含む)：7回
  - 1962-63, 1968-69, 1988-89, 1989-90, 1993-94, 2002-03, 2006-07
- UEFAカップウィナーズカップ：2回 
  - 1967-68, 1972-73
- UEFAスーパーカップ：5回
  - 1989, 1990, 1994, 2003, 2007
- FIFAクラブワールドカップ：1回
  - 2007
- インターコンチネンタルカップ (トヨタカップを含む)：3回
  - 1969, 1989, 1990
- ラテン・カップ：2回
  - 1951, 1956
- ミトローパ・カップ：1回
  - 1982

## 過去の成績
| シーズン | ディビジョン | ディビジョン | ディビジョン | ディビジョン | ディビジョン | ディビジョン | ディビジョン | ディビジョン | ディビジョン | コッパ・イタリア | スーペルコッパ | 欧州カップ   | 欧州カップ                     | CWC （旧トヨタカップ） | 最多得点者                                        | 最多得点者 |
| シーズン | リーグ       | 試           | 勝           | 分           | 敗           | 得           | 失           | 点           | 順位         | コッパ・イタリア | スーペルコッパ | 欧州カップ   | 欧州カップ                     | CWC （旧トヨタカップ） | 選手                                              | 得点数     |
| -------- | ------------ | ------------ | ------------ | ------------ | ------------ | ------------ | ------------ | ------------ | ------------ | ---------------- | -------------- | ------------ | ------------------------------ | ---------------------- | ------------------------------------------------- | ---------- |
| 1929-30  | セリエA      | 34           | 11           | 10           | 13           | 52           | 48           | 32           | 11位         |                  |                |              |                                |                        | ジュゼッペ・サンタゴスティーノ                    | 11         |
| 1930-31  | セリエA      | 34           | 12           | 7            | 15           | 48           | 53           | 31           | 12位         |                  |                |              |                                |                        | ジュゼッペ・サンタゴスティーノ                    | 11         |
| 1931-32  | セリエA      | 34           | 15           | 9            | 10           | 57           | 40           | 39           | 4位          |                  |                |              |                                |                        | ピエトロ・パストーレ                              | 13         |
| 1932-33  | セリエA      | 34           | 11           | 10           | 13           | 57           | 62           | 32           | 11位         |                  |                |              |                                |                        | マリオ・ロマーニ                                  | 19         |
| 1933-34  | セリエA      | 34           | 12           | 9            | 13           | 50           | 49           | 33           | 9位          |                  |                |              |                                |                        | ピエトロ・アルカリ                                | 16         |
| 1934-35  | セリエA      | 30           | 8            | 11           | 11           | 36           | 38           | 27           | 10位         |                  |                |              |                                |                        | ジョバンニ・モレッティ ピエトロ・アルカリ         | 10         |
| 1935-36  | セリエA      | 30           | 10           | 8            | 12           | 40           | 41           | 28           | 8位          | 準決勝敗退       |                |              |                                |                        | ピエトロ・アルカリ                                | 13         |
| 1936-37  | セリエA      | 30           | 13           | 10           | 7            | 39           | 29           | 36           | 4位          | 準決勝敗退       |                |              |                                |                        | アルド・ボフィ                                    | 15         |
| 1937-38  | セリエA      | 30           | 13           | 12           | 5            | 43           | 27           | 38           | 3位          | 準決勝敗退       |                |              |                                |                        | アルド・ボフィ                                    | 19         |
| 1938-39  | セリエA      | 30           | 10           | 8            | 12           | 43           | 36           | 28           | 9位          | 準決勝敗退       |                |              |                                |                        | アルド・ボフィ                                    | 21         |
| 1939-40  | セリエA      | 30           | 10           | 8            | 12           | 46           | 38           | 28           | 8位          | ベスト16         |                |              |                                |                        | アルド・ボフィ                                    | 23         |
| 1940-41  | セリエA      | 30           | 12           | 10           | 8            | 55           | 34           | 34           | 3位          | ベスト16         |                |              |                                |                        | アルド・ボフィ                                    | 18         |
| 1941-42  | セリエA      | 30           | 10           | 7            | 13           | 53           | 53           | 27           | 10位         | 準優勝           |                |              |                                |                        | アルド・ボフィ                                    | 28         |
| 1942-43  | セリエA      | 30           | 10           | 9            | 11           | 39           | 44           | 29           | 6位          | 準々決勝敗退     |                |              |                                |                        | ジーノ・カペッロ                                  | 10         |
| 1946-47  | セリエA      | 38           | 19           | 12           | 7            | 75           | 52           | 50           | 4位          |                  |                |              |                                |                        | エットーレ・プリチェッリ リカルド・カラペレーゼ   | 20         |
| 1947-48  | セリエA      | 40           | 21           | 7            | 12           | 76           | 48           | 49           | 2位          |                  |                |              |                                |                        | エットーレ・プリチェッリ                          | 17         |
| 1948-49  | セリエA      | 38           | 21           | 8            | 9            | 83           | 52           | 50           | 3位          |                  |                |              |                                |                        | リカルド・カラペレーゼ                            | 17         |
| 1949-50  | セリエA      | 38           | 27           | 3            | 8            | 118          | 45           | 57           | 2位          |                  |                |              |                                |                        | グンナー・ノルダール                              | 35         |
| 1950-51  | セリエA      | 38           | 26           | 8            | 4            | 107          | 39           | 60           | 1位          |                  |                |              |                                |                        | グンナー・ノルダール                              | 34         |
| 1951-52  | セリエA      | 38           | 20           | 13           | 5            | 87           | 41           | 53           | 2位          |                  |                |              |                                |                        | グンナー・ノルダール                              | 26         |
| 1952-53  | セリエA      | 34           | 17           | 9            | 8            | 64           | 34           | 43           | 3位          |                  |                |              |                                |                        | グンナー・ノルダール                              | 26         |
| 1953-54  | セリエA      | 34           | 17           | 10           | 7            | 66           | 39           | 44           | 3位          |                  |                |              |                                |                        | グンナー・ノルダール                              | 23         |
| 1954-55  | セリエA      | 34           | 19           | 10           | 5            | 81           | 35           | 48           | 1位          |                  |                |              |                                |                        | グンナー・ノルダール                              | 27         |
| 1955-56  | セリエA      | 34           | 16           | 9            | 9            | 70           | 48           | 41           | 2位          |                  |                | EC           | 準決勝敗退                     |                        | グンナー・ノルダール                              | 27         |
| 1956-57  | セリエA      | 34           | 21           | 6            | 7            | 65           | 40           | 48           | 1位          |                  |                |              |                                |                        | ガストン・ビーン                                  | 16         |
| 1957-58  | セリエA      | 34           | 9            | 14           | 11           | 61           | 47           | 32           | 9位          | 準々決勝敗退     |                | EC           | 準優勝                         |                        | カルロ・ガッリ                                    | 21         |
| 1958-59  | セリエA      | 34           | 20           | 12           | 2            | 84           | 32           | 52           | 1位          | ベスト16         |                |              |                                |                        | ジョゼ・アルタフィーニ                            | 28         |
| 1959-60  | セリエA      | 34           | 17           | 10           | 7            | 56           | 37           | 44           | 3位          | 2回戦敗退        |                | EC           | ベスト16                       |                        | ジョゼ・アルタフィーニ                            | 22         |
| 1960-61  | セリエA      | 34           | 18           | 9            | 7            | 65           | 39           | 45           | 2位          | ベスト16         |                |              |                                |                        | ジョゼ・アルタフィーニ                            | 26         |
| 1961-62  | セリエA      | 34           | 24           | 5            | 5            | 83           | 36           | 53           | 1位          | 2回戦敗退        |                |              |                                |                        | ジョゼ・アルタフィーニ                            | 22         |
| 1962-63  | セリエA      | 34           | 15           | 13           | 6            | 53           | 27           | 43           | 3位          | ベスト16         |                | EC           | 優勝                           |                        | ジョゼ・アルタフィーニ                            | 26         |
| 1963-64  | セリエA      | 34           | 21           | 9            | 4            | 58           | 28           | 51           | 3位          | 準々決勝敗退     |                | EC           | 準々決勝敗退                   | 準優勝                 | ジョゼ・アルタフィーニ                            | 19         |
| 1964-65  | セリエA      | 34           | 21           | 9            | 4            | 52           | 23           | 51           | 2位          | 1回戦敗退        |                |              |                                |                        | アマリウド・タヴァレス・ダ・シウヴェイラ          | 15         |
| 1965-66  | セリエA      | 34           | 13           | 12           | 9            | 43           | 33           | 38           | 7位          | 準々決勝敗退     |                |              |                                |                        | アンジェロ・ソルマーニ                            | 24         |
| 1966-67  | セリエA      | 34           | 11           | 15           | 8            | 36           | 32           | 43           | 8位          | 優勝             |                |              |                                |                        | ジャンニ・リベラ                                  | 19         |
| 1967-68  | セリエA      | 30           | 18           | 10           | 2            | 53           | 24           | 46           | 1位          | 準優勝           |                |              |                                |                        | ピエリーノ・プラティ                              | 22         |
| 1968-69  | セリエA      | 30           | 14           | 13           | 3            | 31           | 12           | 41           | 2位          | 準々決勝敗退     |                | EC           | 優勝                           |                        | ピエリーノ・プラティ                              | 21         |
| 1969-70  | セリエA      | 30           | 13           | 10           | 7            | 38           | 24           | 36           | 4位          | 1回戦敗退        |                | EC           | ベスト16                       | 優勝                   | ピエリーノ・プラティ                              | 17         |
| 1970-71  | セリエA      | 30           | 15           | 12           | 3            | 54           | 26           | 42           | 2位          | 準優勝           |                |              |                                |                        | ピエリーノ・プラティ                              | 21         |
| 1971-72  | セリエA      | 30           | 16           | 10           | 4            | 36           | 17           | 42           | 2位          | 優勝             |                | UC           | 準決勝敗退                     |                        | アルベルト・ビゴン                                | 19         |
| 1972-73  | セリエA      | 30           | 18           | 8            | 4            | 65           | 33           | 44           | 2位          | 優勝             |                |              |                                |                        | ルチアーノ・キアルージ                            | 22         |
| 1973-74  | セリエA      | 30           | 11           | 8            | 11           | 34           | 36           | 30           | 7位          | 2回戦敗退        |                |              |                                |                        | ルチアーノ・キアルージ                            | 17         |
| 1974-75  | セリエA      | 30           | 12           | 12           | 6            | 73           | 22           | 36           | 5位          | 準優勝           |                |              |                                |                        | エギディオ・カローニ                              | 17         |
| 1975-76  | セリエA      | 30           | 15           | 8            | 7            | 42           | 28           | 38           | 3位          | 2回戦敗退        |                | UC           | 準々決勝敗退                   |                        | エギディオ・カローニ                              | 19         |
| 1976-77  | セリエA      | 30           | 5            | 17           | 8            | 30           | 33           | 27           | 10位         | 優勝             |                | UC           | ベスト16                       |                        | エギディオ・カローニ                              | 15         |
| 1977-78  | セリエA      | 30           | 12           | 13           | 5            | 38           | 25           | 37           | 4位          | 2回戦敗退        |                |              |                                |                        | アルド・マルデラ                                  | 9          |
| 1978-79  | セリエA      | 30           | 17           | 10           | 3            | 46           | 19           | 44           | 1位          | 1回戦敗退        |                | UC           | ベスト16                       |                        | アルベルト・ビゴン                                | 17         |
| 1979-80  | セリエA      | 30           | 14           | 8            | 8            | 34           | 19           | 36           | 15位         | 準々決勝敗退     |                | EC           | 2回戦敗退                      |                        | ステファノ・キオディ                              | 11         |
| 1980-81  | セリエB      | 38           | 18           | 14           | 6            | 49           | 29           | 50           | 1位          | 1回戦敗退        |                |              |                                |                        | ロベルト・アントネッリ                            | 15         |
| 1981-82  | セリエA      | 30           | 7            | 10           | 13           | 21           | 31           | 24           | 14位         | 1回戦敗退        |                |              |                                |                        | ロベルト・アントネッリ ジョー・ジョーダン         | 6          |
| 1982-83  | セリエB      | 38           | 19           | 16           | 3            | 77           | 36           | 54           | 1位          | 準々決勝敗退     |                |              |                                |                        | ジョー・ジョーダン アルド・セレーナ               | 14         |
| 1983-84  | セリエA      | 30           | 10           | 12           | 8            | 37           | 40           | 32           | 8位          | 準々決勝敗退     |                |              |                                |                        | オスカル・ダミアーニ                              | 11         |
| 1984-85  | セリエA      | 30           | 12           | 12           | 6            | 31           | 25           | 36           | 5位          | 準優勝           |                |              |                                |                        | ピエトロ・パオロ・ビルディス                      | 13         |
| 1985-86  | セリエA      | 30           | 10           | 11           | 9            | 26           | 24           | 31           | 7位          | ベスト16         |                | UC           | ベスト16                       |                        | ピエトロ・パオロ・ビルディス                      | 16         |
| 1986-87  | セリエA      | 30           | 13           | 9            | 8            | 31           | 21           | 35           | 5位          | ベスト16         |                |              |                                |                        | ピエトロ・パオロ・ビルディス                      | 18         |
| 1987-88  | セリエA      | 30           | 17           | 11           | 2            | 43           | 14           | 45           | 1位          | ベスト16         |                | UC           | 2回戦敗退                      |                        | ピエトロ・パオロ・ビルディス                      | 15         |
| 1988-89  | セリエA      | 34           | 16           | 14           | 4            | 61           | 25           | 46           | 3位          | ベスト16         | 優勝           | EC           | 優勝                           |                        | マルコ・ファン・バステン                          | 32         |
| 1989-90  | セリエA      | 34           | 22           | 5            | 7            | 56           | 27           | 49           | 2位          | 準優勝           |                | EC           | 優勝                           | 優勝                   | マルコ・ファン・バステン                          | 24         |
| 1990-91  | セリエA      | 34           | 18           | 10           | 6            | 46           | 19           | 46           | 2位          | 準々決勝敗退     |                | EC           | 準々決勝敗退                   | 優勝                   | マルコ・ファン・バステン                          | 11         |
| 1991-92  | セリエA      | 34           | 22           | 12           | 0            | 74           | 21           | 56           | 1位          | 準決勝敗退       |                |              |                                |                        | マルコ・ファン・バステン                          | 29         |
| 1992-93  | セリエA      | 34           | 18           | 14           | 2            | 65           | 32           | 50           | 1位          | 準決勝敗退       | 優勝           | UCL          | 準優勝                         |                        | ジャン＝ピエール・パパン マルコ・ファン・バステン | 20         |
| 1993-94  | セリエA      | 34           | 19           | 12           | 3            | 36           | 15           | 50           | 1位          | ベスト16         | 優勝           | UCL          | 優勝                           | 準優勝                 | ダニエレ・マッサーロ                              | 16         |
| 1994-95  | セリエA      | 34           | 17           | 9            | 8            | 53           | 32           | 60           | 4位          | ベスト16         | 優勝           | UCL          | 準優勝                         | 準優勝                 | マルコ・シモーネ                                  | 21         |
| 1995-96  | セリエA      | 34           | 21           | 10           | 3            | 60           | 24           | 73           | 1位          | 準々決勝敗退     |                | UC           | 準々決勝敗退                   |                        | ジョージ・ウェア                                  | 15         |
| 1996-97  | セリエA      | 34           | 11           | 10           | 13           | 43           | 45           | 43           | 11位         | 準々決勝敗退     | 準優勝         | UCL          | GL敗退                         |                        | ジョージ・ウェア                                  | 16         |
| 1997-98  | セリエA      | 34           | 11           | 11           | 12           | 37           | 43           | 44           | 10位         | 準優勝           |                |              |                                |                        | ジョージ・ウェア                                  | 13         |
| 1998-99  | セリエA      | 34           | 20           | 10           | 4            | 59           | 34           | 70           | 1位          | ベスト16         |                |              |                                |                        | オリバー・ビアホフ                                | 22         |
| 1999-00  | セリエA      | 34           | 16           | 13           | 5            | 65           | 40           | 61           | 3位          | 準々決勝敗退     | 準優勝         | UCL          | 1次L敗退                       |                        | アンドリー・シェフチェンコ                        | 29         |
| 2000-01  | セリエA      | 34           | 12           | 13           | 9            | 56           | 46           | 49           | 6位          | 準決勝敗退       |                | UCL          | 2次L敗退                       |                        | アンドリー・シェフチェンコ                        | 34         |
| 2001-02  | セリエA      | 34           | 14           | 13           | 7            | 47           | 33           | 55           | 4位          | 準決勝敗退       |                | UC           | 準決勝敗退                     |                        | アンドリー・シェフチェンコ                        | 17         |
| 2002-03  | セリエA      | 34           | 18           | 7            | 9            | 55           | 30           | 61           | 3位          | 優勝             |                | UCL          | 優勝                           |                        | アンドリー・シェフチェンコ                        | 30         |
| 2003-04  | セリエA      | 34           | 25           | 7            | 2            | 65           | 24           | 82           | 1位          | 準決勝敗退       | 準優勝         | UCL          | 準々決勝敗退                   | 準優勝                 | アンドリー・シェフチェンコ                        | 29         |
| 2004-05  | セリエA      | 38           | 23           | 10           | 5            | 63           | 28           | 79           | 2位          | 準々決勝敗退     | 優勝           | UCL          | 準優勝                         |                        | アンドリー・シェフチェンコ                        | 26         |
| 2005-06  | セリエA      | 38           | 28           | 4            | 6            | 81           | 31           | 58           | 3位          | 準々決勝敗退     |                | UCL          | 準決勝敗退                     |                        | アンドリー・シェフチェンコ                        | 28         |
| 2006-07  | セリエA      | 38           | 19           | 12           | 7            | 57           | 36           | 61           | 4位          | 準決勝敗退       |                | UCL          | 優勝                           |                        | カカ                                              | 18         |
| 2007-08  | セリエA      | 38           | 18           | 10           | 10           | 66           | 38           | 64           | 5位          | ベスト16         |                | UCL          | ベスト16                       | 優勝                   | カカ                                              | 19         |
| 2008-09  | セリエA      | 38           | 22           | 8            | 8            | 70           | 35           | 74           | 3位          | ベスト16         |                | UC           | ベスト32                       |                        | アレシャンドレ・パト                              | 17         |
| 2009-10  | セリエA      | 38           | 20           | 10           | 8            | 60           | 39           | 70           | 3位          | 準々決勝敗退     |                | UCL          | ベスト16                       |                        | マルコ・ボリエッロ ロナウジーニョ                 | 15         |
| 2010-11  | セリエA      | 38           | 24           | 10           | 4            | 65           | 24           | 82           | 1位          | 準決勝敗退       |                | UCL          | ベスト16                       |                        | ズラタン・イブラヒモビッチ                        | 21         |
| 2011-12  | セリエA      | 38           | 24           | 8            | 6            | 74           | 33           | 80           | 2位          | 準決勝敗退       | 優勝           | UCL          | 準々決勝敗退                   |                        | ズラタン・イブラヒモビッチ                        | 35         |
| 2012-13  | セリエA      | 38           | 21           | 9            | 8            | 67           | 39           | 72           | 3位          | 準々決勝敗退     |                | UCL          | ベスト16                       |                        | ステファン・エル・シャーラウィ                    | 19         |
| 2013-14  | セリエA      | 38           | 16           | 9            | 13           | 57           | 49           | 57           | 8位          | 準々決勝敗退     |                | UCL          | ベスト16                       |                        | マリオ・バロテッリ                                | 18         |
| 2014-15  | セリエA      | 38           | 13           | 13           | 12           | 56           | 50           | 52           | 10位         | 準々決勝敗退     |                |              |                                |                        | ジェレミー・メネス                                | 16         |
| 2015-16  | セリエA      | 38           | 15           | 12           | 11           | 49           | 43           | 57           | 7位          | 準優勝           |                |              |                                |                        | カルロス・バッカ                                  | 20         |
| 2016-17  | セリエA      | 38           | 18           | 9            | 11           | 57           | 45           | 63           | 6位          | 準々決勝敗退     | 優勝           |              |                                |                        | カルロス・バッカ                                  | 14         |
| 2017-18  | セリエA      | 38           | 18           | 10           | 10           | 56           | 42           | 64           | 6位          | 準優勝           |                | UEL          | ベスト16                       |                        | パトリック・クトローネ                            | 14         |
| 2018-19  | セリエA      | 38           | 19           | 11           | 8            | 55           | 36           | 68           | 5位          | 準決勝敗退       | 準優勝         | UEL          | GS敗退                         |                        | クシシュトフ・ピョンテク                          | 11         |
| 2019-20  | セリエA      | 38           | 19           | 9            | 10           | 63           | 46           | 66           | 6位          | 準決勝敗退       |                |              |                                |                        | アンテ・レビッチ                                  | 12         |
| 2020-21  | セリエA      | 38           | 24           | 7            | 7            | 74           | 41           | 79           | 2位          | 準々決勝敗退     |                | UEL          | ベスト16                       |                        | ズラタン・イブラヒモビッチ                        | 17         |
| 2021-22  | セリエA      | 38           | 26           | 8            | 4            | 69           | 31           | 86           | 1位          | 準決勝敗退       |                | UCL          | GS敗退                         |                        | ラファエル・レオン オリヴィエ・ジルー             | 14         |
| 2022-23  | セリエA      | 38           | 20           | 10           | 8            | 64           | 43           | 70           | 4位          | ベスト16         | 準優勝         | UCL          | 準決勝敗退                     |                        | オリヴィエ・ジルー                                | 18         |
| 2023-24  | セリエA      | 38           | 22           | 9            | 7            | 76           | 49           | 75           | 2位          | 準々決勝敗退     |                | UCL          | GS敗退                         |                        | オリヴィエ・ジルー                                | 17         |
| 2023-24  | セリエA      | 38           | 22           | 9            | 7            | 76           | 49           | 75           | 2位          | 準々決勝敗退     | UEL            | 準々決勝敗退 |                                |                        | オリヴィエ・ジルー                                | 17         |
| 2024-25  | セリエA      | 38           | 18           | 9            | 11           | 61           | 43           | 63           | 8位          | 準優勝           | 優勝           | UCL          | 決勝トーナメントプレーオフ敗退 |                        | クリスチャン・プルシック                          | 17         |

## 欧州の成績

### 1955-2000
| シーズン | 大会 | ラウンド | 対戦相手 | ホーム | アウェー | 合計 |  |
| -------- | ---- | -------- | -------- | ------ | -------- | ---- |  |

### 2000-
| シーズン | 大会                         | ラウンド       | 対戦相手                         | ホーム      | アウェー    | 合計        |  |
| -------- | ---------------------------- | -------------- | -------------------------------- | ----------- | ----------- | ----------- |  |
| 2000-01  | UEFAチャンピオンズリーグ     | 予選3回戦      | ディナモ・ザグレブ               | 3-1         | 3-0         | 6-1         |  |
| 2000-01  | UEFAチャンピオンズリーグ     | 1次グループG   | ベシクタシュ                     | 4-1         | 2-0         | 1位         |  |
| 2000-01  | UEFAチャンピオンズリーグ     | 1次グループG   | リーズ                           | 1-1         | 0-1         | 1位         |  |
| 2000-01  | UEFAチャンピオンズリーグ     | 1次グループG   | バルセロナ                       | 3-3         | 2-0         | 1位         |  |
| 2000-01  | UEFAチャンピオンズリーグ     | 2次グループB   | ガラタサライ                     | 2-2         | 0-2         | 3位         |  |
| 2000-01  | UEFAチャンピオンズリーグ     | 2次グループB   | デポルティーボ                   | 1-1         | 0-1         | 3位         |  |
| 2000-01  | UEFAチャンピオンズリーグ     | 2次グループB   | パリ・サンジェルマン             | 1-1         | 1-1         | 3位         |  |
| 2001-02  | UEFAカップ                   | 1回戦          | BATE                             | 4-0         | 2-0         | 6-0         |  |
| 2001-02  | UEFAカップ                   | 2回戦          | CSKA                             | 2-0         | 1-0         | 3-0         |  |
| 2001-02  | UEFAカップ                   | 3回戦          | スポルティングCP                 | 2-0         | 1-1         | 3-1         |  |
| 2001-02  | UEFAカップ                   | 4回戦          | ローダ                           | 0-1         | 1-0         | 1-1 (3-2 p) |  |
| 2001-02  | UEFAカップ                   | 準々決勝       | ハポエル・テルアビブ             | 2-0         | 0-1         | 2-1         |  |
| 2001-02  | UEFAカップ                   | 準決勝         | ボルシア・ドルトムント           | 3-1         | 0-4         | 3-5         |  |
| 2002-03  | UEFAチャンピオンズリーグ     | 予選3回戦      | スロヴァン・リベレツ             | 1-0         | 1-2         | 2-2 (a)     |  |
| 2002-03  | UEFAチャンピオンズリーグ     | 1次グループG   | ランス                           | 2-1         | 1-2         | 1位         |  |
| 2002-03  | UEFAチャンピオンズリーグ     | 1次グループG   | デポルティーボ                   | 1-2         | 4-0         | 1位         |  |
| 2002-03  | UEFAチャンピオンズリーグ     | 1次グループG   | バイエルン・ミュンヘン           | 2-1         | 2-1         | 1位         |  |
| 2002-03  | UEFAチャンピオンズリーグ     | 2次グループC   | レアル・マドリード               | 1-0         | 1-3         | 1位         |  |
| 2002-03  | UEFAチャンピオンズリーグ     | 2次グループC   | ボルシア・ドルトムント           | 0-1         | 1-0         | 1位         |  |
| 2002-03  | UEFAチャンピオンズリーグ     | 2次グループC   | ロコモティフ・モスクワ           | 1-0         | 1-0         | 1位         |  |
| 2002-03  | UEFAチャンピオンズリーグ     | 準々決勝       | アヤックス                       | 3-2         | 0-0         | 3-2         |  |
| 2002-03  | UEFAチャンピオンズリーグ     | 準決勝         | インテル                         | 0-0         | 1-1         | 1-1 (a)     |  |
| 2002-03  | UEFAチャンピオンズリーグ     | 決勝           | ユヴェントス                     | 0-0 (3-2 p) | 0-0 (3-2 p) | 0-0 (3-2 p) |  |
| 2003     | UEFAスーパーカップ           | 決勝           | ポルト                           | 1-0         | 1-0         | 1-0         |  |
| 2003     | インターコンチネンタルカップ | 決勝           | ボカ・ジュニアーズ               | 1-1 (1-3 p) | 1-1 (1-3 p) | 1-1 (1-3 p) |  |
| 2003-04  | UEFAチャンピオンズリーグ     | グループH      | アヤックス                       | 1-0         | 1-0         | 1位         |  |
| 2003-04  | UEFAチャンピオンズリーグ     | グループH      | セルタ                           | 1-2         | 0-0         | 1位         |  |
| 2003-04  | UEFAチャンピオンズリーグ     | グループH      | クラブ・ブルッヘ                 | 0-1         | 1-0         | 1位         |  |
| 2003-04  | UEFAチャンピオンズリーグ     | ラウンド16     | スパルタ・プラハ                 | 4-1         | 0-0         | 4-1         |  |
| 2003-04  | UEFAチャンピオンズリーグ     | 準々決勝       | デポルティーボ                   | 4-1         | 0-4         | 4-5         |  |
| 2004-05  | UEFAチャンピオンズリーグ     | グループF      | シャフタール・ドネツク           | 4-0         | 1-0         | 1位         |  |
| 2004-05  | UEFAチャンピオンズリーグ     | グループF      | セルティック                     | 3-1         | 0-0         | 1位         |  |
| 2004-05  | UEFAチャンピオンズリーグ     | グループF      | バルセロナ                       | 1-0         | 1-2         | 1位         |  |
| 2004-05  | UEFAチャンピオンズリーグ     | ラウンド16     | マンチェスター・ユナイテッド     | 1-0         | 1-0         | 2-0         |  |
| 2004-05  | UEFAチャンピオンズリーグ     | 準々決勝       | インテル                         | 2-0         | 3-0         | 5-0         |  |
| 2004-05  | UEFAチャンピオンズリーグ     | 準決勝         | PSV                              | 2-0         | 1-3         | 3-3 (a)     |  |
| 2004-05  | UEFAチャンピオンズリーグ     | 決勝           | リヴァプール                     | 3-3 (2-3 p) | 3-3 (2-3 p) | 3-3 (2-3 p) |  |
| 2005-06  | UEFAチャンピオンズリーグ     | グループ       | フェネルバフチェ                 | 3-1         | 4-0         | 1位         |  |
| 2005-06  | UEFAチャンピオンズリーグ     | グループ       | シャルケ04                       | 3-2         | 2-2         | 1位         |  |
| 2005-06  | UEFAチャンピオンズリーグ     | グループ       | PSV                              | 0-0         | 0-1         | 1位         |  |
| 2005-06  | UEFAチャンピオンズリーグ     | ラウンド16     | バイエルン・ミュンヘン           | 4-1         | 1-1         | 5-2         |  |
| 2005-06  | UEFAチャンピオンズリーグ     | 準々決勝       | リヨン                           | 3-1         | 0-0         | 3-1         |  |
| 2005-06  | UEFAチャンピオンズリーグ     | 準決勝         | バルセロナ                       | 0-1         | 0-0         | 0-1         |  |
| 2006-07  | UEFAチャンピオンズリーグ     | 予選3回戦      | ツルヴェナ・ズヴェズダ           | 1-0         | 2-1         | 3-1         |  |
| 2006-07  | UEFAチャンピオンズリーグ     | グループH      | AEKアテネ                        | 3-0         | 0-1         | 1位         |  |
| 2006-07  | UEFAチャンピオンズリーグ     | グループH      | リール                           | 0-2         | 0-0         | 1位         |  |
| 2006-07  | UEFAチャンピオンズリーグ     | グループH      | アンデルレヒト                   | 4-1         | 1-0         | 1位         |  |
| 2006-07  | UEFAチャンピオンズリーグ     | ラウンド16     | セルティック                     | 1-0         | 0-0         | 1-0         |  |
| 2006-07  | UEFAチャンピオンズリーグ     | 準々決勝       | バイエルン・ミュンヘン           | 2-2         | 2-0         | 4-2         |  |
| 2006-07  | UEFAチャンピオンズリーグ     | 準決勝         | マンチェスター・ユナイテッド     | 3-0         | 2-3         | 5-3         |  |
| 2006-07  | UEFAチャンピオンズリーグ     | 決勝           | リヴァプール                     | 2-1         | 2-1         | 2-1         |  |
| 2007     | UEFAスーパーカップ           | 決勝           | セビージャ                       | 3-1         | 3-1         | 3-1         |  |
| 2007     | FIFAクラブワールドカップ     | 準決勝         | 浦和レッズ                       | 1-0         | 1-0         | 1-0         |  |
| 2007     | FIFAクラブワールドカップ     | 決勝           | ボカ・ジュニアーズ               | 4-2         | 4-2         | 4-2         |  |
| 2007-08  | UEFAチャンピオンズリーグ     | グループD      | ベンフィカ                       | 2-1         | 1-1         | 1位         |  |
| 2007-08  | UEFAチャンピオンズリーグ     | グループD      | セルティック                     | 1-0         | 1-2         | 1位         |  |
| 2007-08  | UEFAチャンピオンズリーグ     | グループD      | シャフタール・ドネツク           | 3-0         | 4-1         | 1位         |  |
| 2007-08  | UEFAチャンピオンズリーグ     | ラウンド16     | アーセナル                       | 0-2         | 0-0         | 0-2         |  |
| 2008-09  | UEFAカップ                   | 1回戦          | チューリッヒ                     | 3-1         | 1-0         | 4-1         |  |
| 2008-09  | UEFAカップ                   | グループE      | ヘーレンフェーン                 | N/A         | 3-1         | 2位         |  |
| 2008-09  | UEFAカップ                   | グループE      | ブラガ                           | 1-0         | N/A         | 2位         |  |
| 2008-09  | UEFAカップ                   | グループE      | ポーツマス                       | N/A         | 2-2         | 2位         |  |
| 2008-09  | UEFAカップ                   | グループE      | ヴォルフスブルク                 | 2-2         | N/A         | 2位         |  |
| 2008-09  | UEFAカップ                   | ラウンド32     | ヴェルダー・ブレーメン           | 2-2         | 1-1         | 3-3 (a)     |  |
| 2009-10  | UEFAチャンピオンズリーグ     | グループC      | マルセイユ                       | 1-1         | 2-1         | 2位         |  |
| 2009-10  | UEFAチャンピオンズリーグ     | グループC      | チューリッヒ                     | 0-1         | 1-1         | 2位         |  |
| 2009-10  | UEFAチャンピオンズリーグ     | グループC      | レアル・マドリード               | 1-1         | 2-3         | 2位         |  |
| 2009-10  | UEFAチャンピオンズリーグ     | ラウンド16     | マンチェスター・ユナイテッド     | 2-3         | 0-4         | 2-7         |  |
| 2010-11  | UEFAチャンピオンズリーグ     | グループG      | オセール                         | 2-0         | 2-0         | 2位         |  |
| 2010-11  | UEFAチャンピオンズリーグ     | グループG      | アヤックス                       | 0-2         | 1-1         | 2位         |  |
| 2010-11  | UEFAチャンピオンズリーグ     | グループG      | レアル・マドリード               | 2-2         | 0-2         | 2位         |  |
| 2010-11  | UEFAチャンピオンズリーグ     | ラウンド16     | トッテナム                       | 0-1         | 0-0         | 0-1         |  |
| 2011-12  | UEFAチャンピオンズリーグ     | グループH      | バルセロナ                       | 2-3         | 2-2         | 2位         |  |
| 2011-12  | UEFAチャンピオンズリーグ     | グループH      | ヴィクトリア・プルゼニ           | 2-0         | 2-2         | 2位         |  |
| 2011-12  | UEFAチャンピオンズリーグ     | グループH      | BATE                             | 2-0         | 1-1         | 2位         |  |
| 2011-12  | UEFAチャンピオンズリーグ     | ラウンド16     | アーセナル                       | 4-0         | 0-3         | 4-3         |  |
| 2011-12  | UEFAチャンピオンズリーグ     | 準々決勝       | バルセロナ                       | 0-0         | 1-3         | 1-3         |  |
| 2012-13  | UEFAチャンピオンズリーグ     | グループC      | アンデルレヒト                   | 0-0         | 3-1         | 2位         |  |
| 2012-13  | UEFAチャンピオンズリーグ     | グループC      | ゼニト                           | 0-1         | 3-2         | 2位         |  |
| 2012-13  | UEFAチャンピオンズリーグ     | グループC      | マラガ                           | 1-1         | 0-1         | 2位         |  |
| 2012-13  | UEFAチャンピオンズリーグ     | ラウンド16     | バルセロナ                       | 2-0         | 0-4         | 2-4         |  |
| 2013-14  | UEFAチャンピオンズリーグ     | プレーオフ     | PSV                              | 3-0         | 1-1         | 4-1         |  |
| 2013-14  | UEFAチャンピオンズリーグ     | グループH      | セルティック                     | 2-0         | 3-0         | 2位         |  |
| 2013-14  | UEFAチャンピオンズリーグ     | グループH      | アヤックス                       | 0-0         | 1-1         | 2位         |  |
| 2013-14  | UEFAチャンピオンズリーグ     | グループH      | バルセロナ                       | 1-1         | 1-3         | 2位         |  |
| 2013-14  | UEFAチャンピオンズリーグ     | ラウンド16     | アトレティコ・マドリード         | 0-1         | 1-4         | 1-5         |  |
| 2017-18  | UEFAヨーロッパリーグ         | 予選3回戦      | ウニヴェルシタテア・クラヨーヴァ | 2-0         | 1-0         | 3-0         |  |
| 2017-18  | UEFAヨーロッパリーグ         | プレーオフ     | シュケンディヤ                   | 6-0         | 1-0         | 7-0         |  |
| 2017-18  | UEFAヨーロッパリーグ         | グループD      | アウストリア・ウィーン           | 5-1         | 5-1         | 1位         |  |
| 2017-18  | UEFAヨーロッパリーグ         | グループD      | リエカ                           | 3-2         | 0-2         | 1位         |  |
| 2017-18  | UEFAヨーロッパリーグ         | グループD      | AEKアテネ                        | 0-0         | 0-0         | 1位         |  |
| 2017-18  | UEFAヨーロッパリーグ         | ラウンド32     | ルドゴレツ・ラズグラド           | 1-0         | 3-0         | 4-0         |  |
| 2017-18  | UEFAヨーロッパリーグ         | ラウンド16     | アーセナル                       | 0-2         | 1-3         | 1-5         |  |
| 2018-19  | UEFAヨーロッパリーグ         | グループF      | F91デュドランジュ                | 5-2         | 1-0         | 3位         |  |
| 2018-19  | UEFAヨーロッパリーグ         | グループF      | オリンピアコス                   | 3-1         | 1-3         | 3位         |  |
| 2018-19  | UEFAヨーロッパリーグ         | グループF      | レアル・ベティス                 | 1-2         | 1-1         | 3位         |  |
| 2020-21  | UEFAヨーロッパリーグ         | 予選2回戦      | シャムロック・ローヴァーズ       | N/A         | 2-0         | N/A         |  |
| 2020-21  | UEFAヨーロッパリーグ         | 予選3回戦      | ボデ/グリムト                    | 3-2         | N/A         | N/A         |  |
| 2020-21  | UEFAヨーロッパリーグ         | プレーオフ     | リオ・アヴェ                     | N/A         | 2-2 (9-8 p) | N/A         |  |
| 2020-21  | UEFAヨーロッパリーグ         | グループH      | セルティック                     | 4-2         | 3-1         | 1位         |  |
| 2020-21  | UEFAヨーロッパリーグ         | グループH      | スパルタ・プラハ                 | 3-0         | 1-0         | 1位         |  |
| 2020-21  | UEFAヨーロッパリーグ         | グループH      | リール                           | 0-3         | 1-1         | 1位         |  |
| 2020-21  | UEFAヨーロッパリーグ         | ラウンド32     | ツルヴェナ・ズヴェズダ           | 1-1         | 2-2         | 3-3 (a)     |  |
| 2020-21  | UEFAヨーロッパリーグ         | ラウンド16     | マンチェスター・ユナイテッド     | 0-1         | 1-1         | 1-2         |  |
| 2021-22  | UEFAチャンピオンズリーグ     | グループB      | リヴァプール                     | 1-2         | 2-3         | 4位         |  |
| 2021-22  | UEFAチャンピオンズリーグ     | グループB      | アトレティコ・マドリード         | 1-2         | 1-0         | 4位         |  |
| 2021-22  | UEFAチャンピオンズリーグ     | グループB      | ポルト                           | 1-1         | 0-1         | 4位         |  |
| 2022-23  | UEFAチャンピオンズリーグ     | グループE      | レッドブル・ザルツブルク         | 4-0         | 1-1         | 2位         |  |
| 2022-23  | UEFAチャンピオンズリーグ     | グループE      | ディナモ・ザグレブ               | 3-1         | 4-0         | 2位         |  |
| 2022-23  | UEFAチャンピオンズリーグ     | グループE      | チェルシー                       | 0-2         | 0-3         | 2位         |  |
| 2022-23  | UEFAチャンピオンズリーグ     | ラウンド16     | トッテナム・ホットスパー         | 1-0         | 0-0         | 1-0         |  |
| 2022-23  | UEFAチャンピオンズリーグ     | 準々決勝       | ナポリ                           | 1-0         | 1-1         | 2-1         |  |
| 2022-23  | UEFAチャンピオンズリーグ     | 準決勝         | インテル                         | 0-2         | 0-1         | 0-3         |  |
| 2023-24  | UEFAチャンピオンズリーグ     | グループF      | ニューカッスル・ユナイテッド     | 0-0         | 2-1         | 3位         |  |
| 2023-24  | UEFAチャンピオンズリーグ     | グループF      | ボルシア・ドルトムント           | 1-3         | 0-0         | 3位         |  |
| 2023-24  | UEFAチャンピオンズリーグ     | グループF      | パリ・サンジェルマン             | 2-1         | 0-3         | 3位         |  |
| 2023-24  | UEFAヨーロッパリーグ         | プレーオフ     | スタッド・レンヌ                 | 3-0         | 2-3         | 5-3         |  |
| 2023-24  | UEFAヨーロッパリーグ         | ラウンド16     | スラヴィア・プラハ               | 4-2         | 3-1         | 7-3         |  |
| 2023-24  | UEFAヨーロッパリーグ         | 準々決勝       | ローマ                           | 0-1         | 1-2         | 1-3         |  |
| 2024-25  | UEFAチャンピオンズリーグ     | リーグフェーズ | リヴァプール                     | 1-3         | 1-3         | 13位        |  |
| 2024-25  | UEFAチャンピオンズリーグ     | リーグフェーズ | バイエル・レバークーゼン         | 0-1         | 0-1         | 13位        |  |
| 2024-25  | UEFAチャンピオンズリーグ     | リーグフェーズ | クラブ・ブルッヘ                 | 3-1         | 3-1         | 13位        |  |
| 2024-25  | UEFAチャンピオンズリーグ     | リーグフェーズ | レアル・マドリード               | 3-1         | 3-1         | 13位        |  |
| 2024-25  | UEFAチャンピオンズリーグ     | リーグフェーズ | スロヴァン・ブラチスラヴァ       | 3-2         | 3-2         | 13位        |  |
| 2024-25  | UEFAチャンピオンズリーグ     | リーグフェーズ | レッドスター・ベオグラード       | 2-1         | 2-1         | 13位        |  |
| 2024-25  | UEFAチャンピオンズリーグ     | リーグフェーズ | ジローナ                         | 1-0         | 1-0         | 13位        |  |
| 2024-25  | UEFAチャンピオンズリーグ     | リーグフェーズ | ディナモ・ザグレブ               | 1-2         | 1-2         | 13位        |  |
| 2024-25  | UEFAチャンピオンズリーグ     | プレーオフ     | フェイエノールト                 | 1-1         | 0-1         | 1-2         |  |

## 現所属メンバー
セリエA2024-25シーズン ベストフォーメーション (4-2-3-1)
2025年8月13日現在
注：選手の国籍表記はFIFAの定めた代表資格ルールに基づく。
| No. | Pos. |                | 選手名                        |
| --- | ---- | -------------- | ----------------------------- |
| 1   | GK   | イタリア       | ピエトロ・テラッチアーノ      |
| 2   | DF   | エクアドル     | ペルビス・エストゥピニャン    |
| 4   | MF   | イタリア       | サムエレ・リッチ              |
| 5   | DF   | ベルギー       | コニ・デ・ヴィンター          |
| 7   | FW   | メキシコ       | サンティアゴ・ヒメネス () ()  |
| 8   | MF   | イングランド   | ルーベン・ロフタス＝チーク () |
| 10  | FW   | ポルトガル     | ラファエル・レオン ()         |
| 11  | FW   | アメリカ合衆国 | クリスチャン・プルシック ()   |
| 14  | MF   | クロアチア     | ルカ・モドリッチ              |
| 16  | GK   | フランス       | マイク・メニャン ()           |
| 17  | FW   | スイス         | ノア・オカフォー              |
| 19  | MF   | フランス       | ユスフ・フォファナ ()         |
| 20  | DF   | スペイン       | アレックス・ヒメネス          |

| No. | Pos. |                | 選手名                       |
| --- | ---- | -------------- | ---------------------------- |
| 21  | FW   | ナイジェリア   | サムエル・チュクウェゼ ★     |
| 23  | DF   | イングランド   | フィカヨ・トモリ () ()       |
| 24  | DF   | スイス         | ザカリー・アテカメ           |
| 30  | MF   | スイス         | アルドン・ヤシャリ ()()      |
| 31  | DF   | セルビア       | ストラヒニャ・パヴロヴィッチ |
| 33  | DF   | イタリア       | ダヴィデ・バルテサーギ       |
| 46  | DF   | イタリア       | マッテオ・ガッビア           |
| 56  | MF   | ベルギー       | アレクシス・サーレマーケルス |
| 80  | MF   | アメリカ合衆国 | ユヌス・ムサ () ()           |
| 96  | GK   | イタリア       | ロレンツォ・トリアーニ       |
| --  | MF   | フランス       | ヤシン・アドリ               |
| --  | MF   | アルジェリア   | イスマエル・ベナセル         |

※括弧内の国旗はその他の保有国籍を、星印はEU圏外選手を示す。
監督
- マッシミリアーノ・アッレグリ

### ローン移籍
2025年8月13日現在
in
注：選手の国籍表記はFIFAの定めた代表資格ルールに基づく。
| No. | Pos. |  | 選手名 |
| --- | ---- |  | ------ |

| No. | Pos. |  | 選手名 |
| --- | ---- |  | ------ |

out
注：選手の国籍表記はFIFAの定めた代表資格ルールに基づく。
| No. | Pos. |          | 選手名                              |
| --- | ---- | -------- | ----------------------------------- |
| --  | FW   | イタリア | フランチェスコ・カマルダ (レッチェ) |
| --  | MF   | イタリア | トンマーゾ・ポベガ (ボローニャ)     |
| --  | FW   | イタリア | ロレンツォ・コロンボ (ジェノア)     |
| --  | MF   | フランス | ワレン・ボンド (クレモネーゼ)       |

| No. | Pos. |          | 選手名                                      |
| --- | ---- | -------- | ------------------------------------------- |
| --  | FW   | スペイン | アルバロ・モラタ (コモ)                     |
| --  | MF   | イタリア | ケヴィン・ゼロリ (モンツァ)                 |
| --  | DF   | イタリア | フィリッポ・テッラッチャーノ (クレモネーゼ) |

### ミラン・フトゥーロ
ミラン・フトゥーロは、2024年6月27日に設立したACミランのリザーブチーム。シーズン中にトップチームへ招集実績のあるメンバーのみ以下に記述する。
2025年8月18日現在
注：選手の国籍表記はFIFAの定めた代表資格ルールに基づく。
| No. | Pos. |            | 選手名               |
| --- | ---- | ---------- | -------------------- |
| 34  | DF   | ブルガリア | バレリ・ヴラジミロフ |

| No. | Pos. |          | 選手名                 |
| --- | ---- | -------- | ---------------------- |
| 37  | GK   | イタリア | マッテオ・ピッタレッラ |

### プリマヴェーラ
プリマヴェーラは、イタリアのサッカークラブの育成部門の最上位に位置している。各クラブによって若干の違いはあるが、おもな構成選手は17歳～18歳の選手である。

## 永久欠番
| No. | 選手名               | 国籍     | ポジション                  | ミランデビュー | ラストマッチ  | 備考                                                  |
| 3   | パオロ・マルディーニ | イタリア | センターバック レフトバック | 1985年1月20日  | 2009年5月31日 | ダニエル・マルディーニが 引き継がない限り、永久欠番。 |
| 6   | フランコ・バレージ   | イタリア | スウィーパー                | 1978年4月23日  | 1997年6月1日  | ACミラン史上初の永久欠番。                            |